# Torneo LINAFA 2017-2018
El torneo 2017-2018 de la Primera División de LINAFA (Liga Nacional de Fútbol Aficionado) fue la edición N.º 35 del torneo, dio inicio el domingo 20 de agosto de 2017 y finalizó el domingo 8 de julio de 2018; contó con la participación de 78, distribuidos en 10 grupos geográficamente.
Cabe destacar que hubo una ampliación de equipos participantes en este torneo, ya que en la anterior temporada fueron 57 equipos distribuidos en 8 grupos, este cambio se realizó para promover el desarrollo del fútbol en más zonas del país.
Se perdonó el descenso del torneo anterior a los equipos AD. La Virgen del Sur y AD. Fortuna FC y se unieron 19 equipos que ganaron su ascenso en la Tercera División de LINAFA 2016-2017.
El campeón fue AD Golfito Zona Sur, que ganó en la tanda de penales 5 por 4 al Desamparados FC.

## Sistema de competición
- Primera Fase: Consta de 78 equipos. Sistema de clasificación por grupos (10 grupos, de los cuales el I se divide en 2 subgrupos) siendo los equipos ordenados por medio de varios aspectos tales como la localización geográfica. La forma de juego será todos contra todos según el formato establecido, clasifican 4 equipos por grupo (en el caso de los subgrupos avanzarán dos a la siguiente ronda), para un total de 40 clasificados.

- Segunda Fase: Los 4 primeros lugares de cada grupo de la Primera Fase, se ubicarán en 10 cuadrangulares donde los equipos jugarán entre sí, clasificando los 2 primeros lugares. Las mismas fueron conformadas con dos equipos del mismo grupo provincial y dos de otro grupo de la Primera Fase, quedando conformadas de la siguiente forma: 
  - Cuadrangular Uno: 1.º Lugar Grupo A, 3.º Lugar Grupo A, 2.º Lugar Grupo F, 4.º Lugar Grupo F
  - Cuadrangular Dos: 1.º Lugar Grupo B, 3.º Lugar Grupo B, 2.º Lugar Grupo G, 4.º Lugar Grupo G
  - Cuadrangular Tres: 1.º Lugar Grupo C, 3.º Lugar Grupo C, 2.º Lugar Grupo H, 4.º Lugar Grupo H
  - Cuadrangular Cuatro: 1.º Lugar Grupo D, 3.º Lugar Grupo D, 1.º Lugar Subgrupo I-B, 2.º Lugar Subgrupo I-B
  - Cuadrangular Cinco: 1.º Lugar Grupo E, 3.º Lugar Grupo E, 2.º Lugar Grupo J, 4.º Lugar Grupo J
  - Cuadrangular Seis: 1.º Lugar Grupo F, 3.º Lugar Grupo F, 2.º Lugar Grupo A, 4.º Lugar Grupo A
  - Cuadrangular Siete: 1.º Lugar Grupo G, 3.º Lugar Grupo G, 2.º Lugar Grupo B, 4.º Lugar Grupo B
  - Cuadrangular Ocho: 1.º Lugar Grupo H, 3.º Lugar Grupo H, 2.º Lugar Grupo C, 4.º Lugar Grupo C
  - Cuadrangular Nueve: 1.º Lugar Subgrupo I-A, 2.º Lugar Subgrupo I-A, 2.º Lugar Grupo D, 4.º Lugar Grupo D
  - Cuadrangular Diez: 1.º Lugar Grupo J, 3.º Lugar Grupo J, 2.º Lugar Grupo E, 4.º Lugar Grupo E

Adicionalmente los equipos peor ubicados en cada grupo de la Primera Fase, participarán en Series por el No Descenso.
- Tercera Fase: Muertes Súbitas (20 equipos). Sistema de clasificación por eliminación directa ida y vuelta.
- Cuarta Fase: Cuartos de final (10 equipos). Sistema de clasificación por eliminación directa ida y vuelta.
- Quinta Fase: Dos Triangulares (6 equipos). Conformadas por los 5 ganadores de la fase previa más el mejor perdedor. Los equipos jugarán entre sí. El ganador de cada triangular avanza a la Final.
- Sexta Fase: Final. Se juega ida y vuelta. El ganador tendrá el derecho de participar la próxima temporada en la Segunda División de Costa Rica.

## Ascenso y descenso
| Pos  | De Liga de Ascenso 2016-17 a LINAFA |
| ---- | ----------------------------------- |
| 18.º | Municipal Coto Brus                 |

| Pos | De LINAFA 2016-17 a la Liga de Ascenso |
| --- | -------------------------------------- |
| 1.º | Municipal Santa Ana                    |

## Tabla de goleo
Goles anotados.
| Rafael Garro                    | Pavas FC              | 30 |
| Junior López                    | Ciruelas FC           | 27 |
| Albán Gómez                     | AD Upala FC           | 23 |
| Oscar Morales                   | AD San Pablo Chirripó | 22 |
| Manrique Rodríguez              | AD Alianza Pococí     | 17 |
| Actualizada: 9 de julio de 2018 |                       |    |

- En la tabla se acumulan los goles hechos durante todas las etapas del Torneo.

## Primera Fase: Grupos Provinciales
En esta fase los 78 equipos se dividen en grupos por provincia y se enfrentan entre ellos para definir los clasificados por grupo a la Segunda Fase, e igualmente el cuadro que desciende por grupo a la Tercera División de LINAFA. Se utilizará los siguientes colores para resaltar lo expuesto anteriormente:
|     | Asciende a la Liga de Ascenso (Segunda División) 2018-2019              |
|     | Clasificado a la siguiente fase del Torneo de LINAFA                    |
|     | Disputa serie por No Descenso a la Tercera División de LINAFA           |
|     | Desciende a la Tercera División de LINAFA 2018-2019                     |
| (D) | Equipo que Descendió de la Liga de Ascenso (Segunda División) 2016-2017 |

### Grupo A:Cartago
|  |    | Equipo             | PJ | G | E | P | GF | GC | Dif | Pts |
|  | -- | ------------------ | -- | - | - | - | -- | -- | --- | --- |
|  | 1. | CCDR. Curridabat   | 12 | 8 | 2 | 2 | 29 | 15 | +14 | 26  |
|  | 2. | AF Lankester 1943  | 12 | 7 | 4 | 1 | 27 | 16 | +11 | 25  |
|  | 3. | Municipal Guarco   | 12 | 7 | 4 | 1 | 28 | 14 | +14 | 25  |
|  | 4. | AD Tirrases        | 12 | 4 | 1 | 7 | 21 | 33 | -12 | 13  |
|  | 5. | AD Valencia        | 12 | 3 | 3 | 6 | 21 | 26 | -5  | 12  |
|  | 6. | AD. Conce La Unión | 12 | 3 | 1 | 8 | 17 | 29 | -12 | 10  |
|  | 7. | Orión FC           | 12 | 1 | 3 | 8 | 15 | 25 | -10 | 6   |

AF Lankester 1943 obtuvo mejores resultados en sus duelos particulares con el Municipal Guarco

| A.D. Conce La Unión | 0 - 2 | CCDR. Curridabat   | 20 de agosto de 2017 | Cancha "Chizeta" Rojas         |
| Orión FC            | 1 - 1 | Municipal Guarco   | 20 de agosto de 2017 | Cancha La Pitahaya, Cartago    |
| AD. Tirrases FC     | 1 - 2 | AD. Lankester 1943 | 20 de agosto de 2017 | Cancha de Cipreses, Curridabat |
| AD Valencia         | Libre | -                  | 20 de agosto de 2017 | -                              |

| AD. Lankaster 1943 | 2 - 1 | Orión FC            | 27 de agosto de 2017 | Cancha de Dulce Nombre, Cartago |
| Municipal Guarco   | 3 - 0 | A.D. Conce La Unión | 27 de agosto de 2017 | Cancha de Tejar del Guarco      |
| CCDR. Curridabat   | 1 - 1 | AD Valencia         | 27 de agosto de 2017 | Estadio Lito Monge              |
| AD. Tirrases FC    | Libre | -                   | 27 de agosto de 2017 | -                               |

| AD Valencia         | 1 - 3 | Municipal Guarco   | 3 de septiembre de 2017 | Cancha de Cipreses, Curridabat |
| A.D. Conce La Unión | 0 - 4 | AD. Lankaster 1943 | 3 de septiembre de 2017 | Cancha "Chizeta" Rojas         |
| Orión FC            | 2 - 2 | AD. Tirrases FC    | 3 de septiembre de 2017 | Cancha La Pitahaya, Cartago    |
| CCDR. Curridabat    | Libre | -                  | 3 de septiembre de 2017 | -                              |

| AD. Tirrases FC    | 2 - 1 | A.D. Conce La Unión | 10 de septiembre de 2017 | Cancha de Cipreses, Curridabat  |
| AD. Lankaster 1943 | 4 - 3 | AD Valencia         | 10 de septiembre de 2017 | Cancha de Dulce Nombre, Cartago |
| Municipal Guarco   | 2 - 1 | CCDR. Curridabat    | 10 de septiembre de 2017 | Cancha de Tejar del Guarco      |
| Orión FC           | Libre | -                   | 10 de septiembre de 2017 | -                               |

| CCDR. Curridabat    | 2 - 1 | AD. Lankaster 1943 | 17 de septiembre de 2017 | Estadio Lito Monge              |
| AD Valencia         | 1 - 4 | AD. Tirrases FC    | 17 de septiembre de 2017 | Cancha de Cipreses, Curridabat  |
| A.D. Conce La Unión | 4 - 2 | Orión FC           | 17 de septiembre de 2017 | Cancha de Dulce Nombre, Cartago |
| Municipal Guarco    | Libre | -                  | 17 de septiembre de 2017 | -                               |

| Orión FC            | 2 - 1 | AD Valencia      | 24 de septiembre de 2017 | Cancha La Pitahaya, Cartago     |
| AD. Tirrases FC     | 1 - 2 | CCDR. Curridabat | 24 de septiembre de 2017 | Cancha de Cipreses, Curridabat  |
| AD. Lankaster 1943  | 2 - 1 | Municipal Guarco | 15 de octubre de 2017    | Cancha de Dulce Nombre, Cartago |
| A.D. Conce La Unión | Libre | -                | 24 de septiembre de 2017 | -                               |

| Municipal Guarco   | 6 - 3 | AD. Tirrases FC     | 1 de octubre de 2017 | Cancha de Tejar del Guarco     |
| CCDR. Curridabat   | 1 - 0 | Orión FC            | 1 de octubre de 2017 | Estadio Lito Monge             |
| AD Valencia        | 3 - 5 | A.D. Conce La Unión | 1 de octubre de 2017 | Cancha de Cipreses, Curridabat |
| AD. Lankaster 1943 | Libre | -                   | 1 de octubre de 2017 | -                              |

| CCDR. Curridabat   | 3 - 2 | A.D. Conce La Unión | 29 de octubre de 2017 | Estadio Lito Monge              |
| Municipal Guarco   | 1 - 1 | Orión FC            | 29 de octubre de 2017 | Cancha de Tejar del Guarco      |
| AD. Lankester 1943 | 4 - 2 | AD. Tirrases FC     | 29 de octubre de 2017 | Cancha de Dulce Nombre, Cartago |
| AD Valencia        | Libre | -                   | 29 de octubre de 2017 | -                               |

| Orión FC            | 0 - 2 | AD. Lankaster 1943 | 5 de noviembre de 2017 | Cancha La Pitahaya, Cartago    |
| A.D. Conce La Unión | 1 - 2 | Municipal Guarco   | 5 de noviembre de 2017 | Cancha "Chizeta" Rojas         |
| AD Valencia         | 1 - 3 | CCDR. Curridabat   | 5 de noviembre de 2017 | Cancha de Cipreses, Curridabat |
| AD. Tirrases FC     | Libre | -                  | 5 de noviembre de 2017 | -                              |

| Municipal Guarco   | 1 - 1 | AD Valencia         | 12 de noviembre de 2017 | Cancha de Tejar del Guarco      |
| AD. Lankaster 1943 | 2 - 2 | A.D. Conce La Unión | 12 de noviembre de 2017 | Cancha de Dulce Nombre, Cartago |
| AD. Tirrases FC    | 2 - 0 | Orión FC            | 12 de noviembre de 2017 | Cancha de Cipreses, Curridabat  |
| CCDR. Curridabat   | Libre | -                   | 12 de noviembre de 2017 | -                               |

| A.D. Conce La Unión | 0 - 3 | AD. Tirrases FC    | 19 de noviembre de 2017 | Cancha "Chizeta" Rojas         |
| AD Valencia         | 1 - 1 | AD. Lankaster 1943 | 19 de noviembre de 2017 | Cancha de Cipreses, Curridabat |
| CCDR. Curridabat    | 1 - 2 | Municipal Guarco   | 19 de noviembre de 2017 | Estadio Lito Monge             |
| Orión FC            | Libre | -                  | 19 de noviembre de 2017 | -                              |

| AD. Lankaster 1943 | 2 - 2 | CCDR. Curridabat    | 26 de noviembre de 2017 | Cancha de Dulce Nombre, Cartago |
| AD. Tirrases FC    | 0 - 3 | AD Valencia         | 26 de noviembre de 2017 | Cancha de Cipreses, Curridabat  |
| Orión FC           | 1 - 2 | A.D. Conce La Unión | 26 de noviembre de 2017 | Cancha La Pitahaya, Cartago     |
| Municipal Guarco   | Libre | -                   | 26 de noviembre de 2017 | -                               |

| AD Valencia         | 3 - 2 | Orión FC           | 10 de diciembre de 2017 | Cancha de Cipreses, Curridabat |
| CCDR. Curridabat    | 7 - 0 | AD. Tirrases FC    | 10 de diciembre de 2017 | Estadio Lito Monge             |
| Municipal Guarco    | 1 - 1 | AD. Lankaster 1943 | 10 de diciembre de 2017 | Cancha de Tejar del Guarco     |
| A.D. Conce La Unión | Libre | -                  | 10 de diciembre de 2017 | -                              |

| AD. Tirrases FC     | 1 - 5 | Municipal Guarco | 17 de diciembre de 2017 | Cancha de Cipreses, Curridabat |
| Orión FC            | 3 - 4 | CCDR. Curridabat | 17 de diciembre de 2017 | Cancha La Pitahaya, Cartago    |
| A.D. Conce La Unión | 0 - 2 | AD Valencia      | 17 de diciembre de 2017 | Cancha "Chizeta" Rojas         |
| AD. Lankaster 1943  | Libre | -                | 17 de diciembre de 2017 | -                              |

### Grupo B:Heredia
|  |    | Equipo                      | PJ | G | E | P | GF | GC | Dif | Pts |
|  | -- | --------------------------- | -- | - | - | - | -- | -- | --- | --- |
|  | 1. | AD San Pablo Chirripó       | 11 | 6 | 3 | 2 | 36 | 20 | +16 | 21  |
|  | 2. | AD Santo Domingo            | 11 | 6 | 3 | 2 | 27 | 24 | +3  | 21  |
|  | 3. | AD Barrealeña               | 11 | 6 | 2 | 3 | 30 | 22 | +8  | 20  |
|  | 4. | Fusión Pto. Viejo Sarapiquí | 11 | 5 | 1 | 5 | 26 | 20 | +6  | 16  |
|  | 5. | El Bajo FC                  | 11 | 5 | 0 | 6 | 27 | 25 | +2  | 15  |
|  | 6. | CS Santa Bárbara            | 11 | 2 | 1 | 8 | 20 | 36 | -16 | 7   |
|  | 7. | AD. La Aldea (**)           | 6  | 1 | 0 | 5 | 7  | 26 | -19 | 3   |

(**) Equipo se retiró del Torneo por problemas económicos.

| AD Santo Domingo      | 2 - 1 | El Bajo FC                  | 20 de agosto de 2017 | Estadio de Concepción, San Isidro |
| AD San Pablo Chirripó | 3 - 1 | Fusión Pto. Viejo Sarapiquí | 20 de agosto de 2017 | Cancha Los Expresidentes          |
| AD. La Aldea          | 0 - 4 | AD. Barrealeña              | 20 de agosto de 2017 | Cancha de Puerto Viejo, Sarapiquí |
| CS Santa Bárbara      | Libre | -                           | 20 de agosto de 2017 | -                                 |

| AD. Barrealeña              | 3 - 5 | AD San Pablo Chirripó | 27 de agosto de 2017 | Cancha de Barreal, Heredia    |
| Fusión Pto. Viejo Sarapiquí | 3 - 1 | AD Santo Domingo      | 27 de agosto de 2017 | Estadio La Virgen, Sarapiquí  |
| El Bajo FC                  | 3 - 0 | CS Santa Bárbara      | 27 de agosto de 2017 | Cancha de Bajo de los Molinos |
| AD. La Aldea                | Libre | -                     | 27 de agosto de 2017 | -                             |

| CS Santa Bárbara      | 2 - 3 | Fusión Pto. Viejo Sarapiquí | 3 de septiembre de 2017 | Cancha Los Cibeles                |
| AD Santo Domingo      | 2 - 2 | AD. Barrealeña              | 3 de septiembre de 2017 | Estadio de Concepción, San Isidro |
| AD San Pablo Chirripó | 5 - 1 | AD. La Aldea                | 3 de septiembre de 2017 | Cancha Los Expresidentes          |
| El Bajo FC            | Libre | -                           | 3 de septiembre de 2017 | -                                 |

| AD. Barrealeña              | 8 - 1 | CS Santa Bárbara | 10 de septiembre de 2017 | Cancha de Barreal, Heredia   |
| Fusión Pto. Viejo Sarapiquí | 5 - 2 | El Bajo FC       | 10 de septiembre de 2017 | Estadio La Virgen, Sarapiquí |
| AD. La Aldea                | 1 - 3 | AD Santo Domingo | 10 de septiembre de 2017 | Estadio La Virgen, Sarapiquí |
| AD San Pablo Chirripó       | Libre | -                | 10 de septiembre de 2017 | -                            |

| El Bajo FC                  | 1 - 2 | AD. Barrealeña        | 17 de septiembre de 2017 | Cancha de Bajo de los Molinos     |
| AD Santo Domingo            | 2 - 2 | AD San Pablo Chirripó | 17 de septiembre de 2017 | Estadio de Concepción, San Isidro |
| CS Santa Bárbara            | 5 - 2 | AD. La Aldea          | 17 de septiembre de 2017 | Cancha Los Cibeles                |
| Fusión Pto. Viejo Sarapiquí | Libre | -                     | 17 de septiembre de 2017 | -                                 |

| AD San Pablo Chirripó | 1 - 3 | CS Santa Bárbara            | 24 de septiembre de 2017 | Cancha Los Expresidentes     |
| AD. Barrealeña        | 2 - 0 | Fusión Pto. Viejo Sarapiquí | 24 de septiembre de 2017 | Cancha de Barreal, Heredia   |
| AD. La Aldea          | 3 - 2 | El Bajo FC                  | 24 de septiembre de 2017 | Estadio La Virgen, Sarapiquí |
| AD Santo Domingo      | Libre | -                           | 24 de septiembre de 2017 | -                            |

| El Bajo FC                  | 3 - 2 | AD San Pablo Chirripó | 1 de octubre de 2017 | Estadio Yuba Paniagua        |
| CS Santa Bárbara            | 3 - 4 | AD Santo Domingo      | 1 de octubre de 2017 | Cancha Los Cibeles           |
| Fusión Pto. Viejo Sarapiquí | 7 - 0 | AD. La Aldea          | 1 de octubre de 2017 | Estadio La Virgen, Sarapiquí |
| AD. Barrealeña              | Libre | -                     | 1 de octubre de 2017 | -                            |

| El Bajo FC                  | 5 - 6         | AD Santo Domingo      | 29 de octubre de 2017 | Cancha de Bajo de los Molinos |
| Fusión Pto. Viejo Sarapiquí | 3 - 3         | AD San Pablo Chirripó | 29 de octubre de 2017 | Estadio La Virgen, Sarapiquí  |
| AD. Barrealeña              | No Programado | AD. La Aldea          | 29 de octubre de 2017 | N/D                           |
| CS Santa Bárbara            | Libre         | -                     | 29 de octubre de 2017 | -                             |

| AD San Pablo Chirripó | 5 - 1     | AD. Barrealeña              | 5 de noviembre de 2017 | Cancha Los Expresidentes          |
| AD Santo Domingo      | 1 - 0     | Fusión Pto. Viejo Sarapiquí | 5 de noviembre de 2017 | Estadio de Concepción, San Isidro |
| CS Santa Bárbara      | 1 - 2     | El Bajo FC                  | 5 de noviembre de 2017 | Cancha Los Cibeles                |
| AD. La Aldea          | Se Retiró | -                           | 5 de noviembre de 2017 | -                                 |

| Fusión Pto. Viejo Sarapiquí | 2 - 0         | CS Santa Bárbara      | 12 de noviembre de 2017 | Estadio La Virgen, Sarapiquí |
| AD. Barrealeña              | 3 - 1         | AD Santo Domingo      | 12 de noviembre de 2017 | Cancha de Barreal, Heredia   |
| AD. La Aldea                | No Programado | AD San Pablo Chirripó | 12 de noviembre de 2017 | N/D                          |
| El Bajo FC                  | Libre         | -                     | 12 de noviembre de 2017 | -                            |

| CS Santa Bárbara      | 1 - 1         | AD. Barrealeña              | 19 de noviembre de 2017 | Cancha Los Cibeles            |
| El Bajo FC            | 4 - 1         | Fusión Pto. Viejo Sarapiquí | 19 de noviembre de 2017 | Cancha de Bajo de los Molinos |
| AD Santo Domingo      | No Programado | AD. La Aldea                | 19 de noviembre de 2017 | N/D                           |
| AD San Pablo Chirripó | Libre         | -                           | 19 de noviembre de 2017 | -                             |

| AD. Barrealeña              | 1 - 4         | El Bajo FC       | 26 de noviembre de 2017 | Cancha de Barreal, Heredia |
| AD San Pablo Chirripó       | 2 - 2         | AD Santo Domingo | 26 de noviembre de 2017 | Cancha Los Expresidentes   |
| AD. La Aldea                | No Programado | CS Santa Bárbara | 26 de noviembre de 2017 | N/D                        |
| Fusión Pto. Viejo Sarapiquí | Libre         | -                | 26 de noviembre de 2017 | -                          |

| CS Santa Bárbara            | 1 - 6         | AD San Pablo Chirripó | 10 de diciembre de 2017 | Cancha de Barreal, Heredia   |
| Fusión Pto. Viejo Sarapiquí | 1 - 2         | AD. Barrealeña        | 10 de diciembre de 2017 | Estadio La Virgen, Sarapiquí |
| El Bajo FC                  | No Programado | AD. La Aldea          | 10 de diciembre de 2017 | N/D                          |
| AD Santo Domingo            | Libre         | -                     | 10 de diciembre de 2017 | -                            |

| AD San Pablo Chirripó | 2 - 0         | El Bajo FC                  | 17 de diciembre de 2017 | Cancha Los Expresidentes          |
| AD Santo Domingo      | 3 - 2         | CS Santa Bárbara            | 17 de diciembre de 2017 | Estadio de Concepción, San Isidro |
| AD. La Aldea          | No Programado | Fusión Pto. Viejo Sarapiquí | 17 de diciembre de 2017 | N/D                               |
| AD. Barrealeña        | Libre         | -                           | 17 de diciembre de 2017 | -                                 |

### Grupo C:San José "A"
|  |    | Equipo                    | PJ | G  | E | P | GF | GC | Dif | Pts |
|  | -- | ------------------------- | -- | -- | - | - | -- | -- | --- | --- |
|  | 1. | Desamparados FC           | 12 | 10 | 2 | 0 | 44 | 17 | +27 | 32  |
|  | 2. | AFC Gallada               | 12 | 5  | 3 | 4 | 34 | 35 | -1  | 18  |
|  | 3. | Hamburgo FC (Los Guido)   | 12 | 4  | 5 | 3 | 29 | 29 | 0   | 17  |
|  | 4. | Academia de Acosta        | 12 | 4  | 4 | 4 | 27 | 21 | +6  | 16  |
|  | 5. | AD San Luis Sta. Teresita | 12 | 3  | 3 | 4 | 21 | 24 | -3  | 14  |
|  | 6. | La Unión (Acosta)         | 12 | 3  | 4 | 5 | 25 | 29 | -4  | 13  |
|  | 7. | RILCA FC                  | 12 | 0  | 3 | 9 | 19 | 41 | -22 | 3   |

| La Unión (Acosta) | 2 - 0 | AD San Luis Sta. Teresita | 20 de agosto de 2017 | Cancha de Acosta (Centro)        |
| Desamparados FC   | 2 - 1 | RILCA FC                  | 20 de agosto de 2017 | Estadio Cuty Monge, Desamparados |
| Hamburgo FC       | 2 - 1 | Academia de Acosta        | 20 de agosto de 2017 | Cancha de Guatuzo, Desamparados  |
| AFC Gallada       | Libre | -                         | 20 de agosto de 2017 | -                                |

| Academia de Acosta        | 2 - 2 | Desamparados FC   | 27 de agosto de 2017 | Cancha de Chirraca, Acosta           |
| RILCA FC                  | 1 - 1 | La Unión (Acosta) | 27 de agosto de 2017 | Estadio de San Antonio, Desamparados |
| AD San Luis Sta. Teresita | 2 - 2 | AFC Gallada       | 27 de agosto de 2017 | Estadio ST. Center, Aserrí           |
| Hamburgo FC               | Libre | -                 | 27 de agosto de 2017 | -                                    |

| AFC Gallada               | 4 - 4 | RILCA FC           | 3 de septiembre de 2017 | Cancha de Desamparados Centro |
| La Unión (Acosta)         | 2 - 3 | Academia de Acosta | 3 de septiembre de 2017 | Cancha de Acosta (Centro)     |
| Desamparados FC           | 7 - 1 | Hamburgo FC        | 3 de septiembre de 2017 | Cancha de Desamparados Centro |
| AD San Luis Sta. Teresita | Libre | -                  | 3 de septiembre de 2017 | -                             |

| Hamburgo FC        | 2 - 2 | La Unión (Acosta)         | 10 de septiembre de 2017 | Cancha de Desamparados Centro        |
| Academia de Acosta | 4 - 5 | AFC Gallada               | 10 de septiembre de 2017 | Cancha de Acosta (Centro)            |
| RILCA FC           | 2 - 2 | AD San Luis Sta. Teresita | 10 de septiembre de 2017 | Estadio de San Antonio, Desamparados |
| Desamparados FC    | Libre | -                         | 10 de septiembre de 2017 | -                                    |

| AD San Luis Sta. Teresita | 1 - 2 | Academia de Acosta | 17 de septiembre de 2017 | Estadio ST. Center, Aserrí    |
| AFC Gallada               | 3 - 2 | Hamburgo FC        | 15 de octubre de 2017    | Cancha de Desamparados Centro |
| La Unión (Acosta)         | 3 - 6 | Desamparados FC    | 17 de septiembre de 2017 | Cancha de Acosta (Centro)     |
| RILCA FC                  | Libre | -                  | 17 de septiembre de 2017 | -                             |

| Desamparados FC    | 7 - 1 | AFC Gallada               | 24 de septiembre de 2017 | Estadio Cuty Monge, Desamparados |
| Hamburgo FC        | 3 - 3 | AD San Luis Sta. Teresita | 24 de septiembre de 2017 | Cancha de Desamparados Centro    |
| Academia de Acosta | 5 - 1 | RILCA FC                  | 24 de septiembre de 2017 | Cancha de Acosta (Centro)        |
| La Unión (Acosta)  | Libre | -                         | 24 de septiembre de 2017 | -                                |

| RILCA FC           | 2 - 3 | Hamburgo FC               | 1 de octubre de 2017 | Estadio de Río Azul              |
| Desamparados FC    | 1 - 0 | AD San Luis Sta. Teresita | 1 de octubre de 2017 | Estadio Cuty Monge, Desamparados |
| AFC Gallada        | 1 - 2 | La Unión (Acosta)         | 1 de octubre de 2017 | Cancha de Desamparados Centro    |
| Academia de Acosta | Libre | -                         | 1 de octubre de 2017 | -                                |

| AD San Luis Sta. Teresita | 4 - 3 | La Unión (Acosta) | 29 de octubre de 2017 | Estadio ST. Center, Aserrí |
| RILCA FC                  | 1 - 3 | Desamparados FC   | 29 de octubre de 2017 | Estadio ST. Center, Aserrí |
| Academia de Acosta        | 1 - 1 | Hamburgo FC       | 29 de octubre de 2017 | Cancha de Acosta (Centro)  |
| AFC Gallada               | Libre | -                 | 29 de octubre de 2017 | -                          |

| Desamparados FC   | 1 - 0 | Academia de Acosta        | 5 de noviembre de 2017 | Estadio Cuty Monge, Desamparados |
| La Unión (Acosta) | 4 - 2 | RILCA FC                  | 5 de noviembre de 2017 | Cancha de Acosta (Centro)        |
| AFC Gallada       | 1 - 1 | AD San Luis Sta. Teresita | 5 de noviembre de 2017 | Cancha de Desamparados Centro    |
| Hamburgo FC       | Libre | -                         | 5 de noviembre de 2017 | -                                |

| RILCA FC                  | 2 - 5 | AFC Gallada       | 12 de noviembre de 2017 | Estadio ST. Center, Aserrí |
| Academia de Acosta        | 0 - 0 | La Unión (Acosta) | 12 de noviembre de 2017 | Cancha de Acosta (Centro)  |
| Hamburgo FC               | 1 - 1 | Desamparados FC   | 12 de noviembre de 2017 | Estadio ST. Center, Aserrí |
| AD San Luis Sta. Teresita | Libre | -                 | 12 de noviembre de 2017 | -                          |

| La Unión (Acosta)         | 2 - 2 | Hamburgo FC        | 19 de noviembre de 2017 | Cancha de Acosta (Centro)     |
| AFC Gallada               | 2 - 1 | Academia de Acosta | 19 de noviembre de 2017 | Cancha de Desamparados Centro |
| AD San Luis Sta. Teresita | 1 - 0 | RILCA FC           | 19 de noviembre de 2017 | Estadio ST. Center, Aserrí    |
| Desamparados FC           | Libre | -                  | 19 de noviembre de 2017 | -                             |

| Academia de Acosta | 3 - 3 | AD San Luis Sta. Teresita | 26 de noviembre de 2017 | Cancha de Acosta (Centro)        |
| Hamburgo FC        | 5 - 3 | AFC Gallada               | 26 de noviembre de 2017 | Estadio ST. Center, Aserrí       |
| Desamparados FC    | 4 - 2 | La Unión (Acosta)         | 26 de noviembre de 2017 | Estadio Cuty Monge, Desamparados |
| RILCA FC           | Libre | -                         | 26 de noviembre de 2017 | -                                |

| AFC Gallada               | 3 - 6 | Desamparados FC    | 10 de diciembre de 2017 | Cancha de Desamparados Centro  |
| AD San Luis Sta. Teresita | 2 - 1 | Hamburgo FC        | 10 de diciembre de 2017 | Estadio ST. Center, Aserrí     |
| RILCA FC                  | 1 - 5 | Academia de Acosta | 10 de diciembre de 2017 | Cancha Polideportivo de Aserrí |
| La Unión (Acosta)         | Libre | -                  | 10 de diciembre de 2017 | -                              |

| Hamburgo FC               | 6 - 2 | RILCA FC        | 17 de diciembre de 2017 | Estadio ST. Center, Aserrí |
| AD San Luis Sta. Teresita | 2 - 4 | Desamparados FC | 17 de diciembre de 2017 | Estadio ST. Center, Aserrí |
| La Unión (Acosta)         | 2 - 4 | AFC Gallada     | 17 de diciembre de 2017 | Cancha de Acosta (Centro)  |
| Academia de Acosta        | Libre | -               | 17 de diciembre de 2017 | -                          |

### Grupo D:San José "B"
|  |    | Equipo                | PJ | G | E | P  | GF | GC | Dif | Pts |
|  | -- | --------------------- | -- | - | - | -- | -- | -- | --- | --- |
|  | 1. | Pavas FC              | 13 | 6 | 5 | 2  | 44 | 27 | +17 | 23  |
|  | 2. | UD Puriscal           | 13 | 6 | 4 | 3  | 30 | 21 | +9  | 22  |
|  | 3. | Microfútbol Tibás     | 13 | 4 | 9 | 0  | 39 | 25 | +14 | 21  |
|  | 4. | Pozos FC              | 13 | 6 | 3 | 4  | 35 | 27 | +8  | 21  |
|  | 5. | CCDR. Montes de Oca   | 13 | 5 | 5 | 3  | 27 | 28 | -1  | 20  |
|  | 6. | AD. Sagrada Familia   | 13 | 6 | 1 | 6  | 42 | 37 | +5  | 19  |
|  | 7. | CCDR. Tibás           | 13 | 1 | 2 | 10 | 18 | 54 | -36 | 5   |
|  | 8. | AD. Ciudad Colón (**) | 7  | 0 | 1 | 6  | 13 | 29 | -16 | 1   |

(**) Equipo se retiró del Torneo por problemas económicos.

| CCDR. Tibás       | 0 - 4  | Pozos FC            | 20 de agosto de 2017 | Estadio Sanjuañeno       |
| Microfútbol Tibás | 1 - 1  | Pavas FC            | 20 de agosto de 2017 | Cancha ASODECO, Coronado |
| UD Puriscal       | 3 - 3  | CCDR. Montes de Oca | 20 de agosto de 2017 | Cancha de Guayabo, Mora  |
| Sagrada Familia   | 10 - 3 | AD. Ciudad Colón    | 20 de agosto de 2017 | Estadio Teodoro Picado   |

| Pavas FC            | 8 - 1 | CCDR. Tibás       | 27 de agosto de 2017 | Estadio Ernesto Rohrmoser    |
| CCDR. Montes de Oca | 1 - 1 | Microfútbol Tibás | 27 de agosto de 2017 | Estadio de Sabanilla         |
| UD Puriscal         | 1 - 2 | Sagrada Familia   | 27 de agosto de 2017 | Cancha de Guayabo, Mora      |
| Pozos FC            | 3 - 0 | AD. Ciudad Colón  | 27 de agosto de 2017 | Estadio de Piedades, Sta Ana |

| Sagrada Familia   | 4 - 3 | Pozos FC            | 3 de septiembre de 2017 | Estadio Teodoro Picado        |
| CCDR. Tibás       | 1 - 4 | CCDR. Montes de Oca | 3 de septiembre de 2017 | Estadio Sanjuañeno            |
| Microfútbol Tibás | 2 - 2 | UD Puriscal         | 3 de septiembre de 2017 | Estadio El Labrador, Coronado |
| AD. Ciudad Colón  | 4 - 5 | Pavas FC            | 3 de septiembre de 2017 | Cancha de Río Oro, Sta Ana    |

| Pavas FC            | 3 - 0 | Pozos FC         | 10 de septiembre de 2017 | Estadio Ernesto Rohrmoser |
| UD Puriscal         | 3 - 0 | CCDR. Tibás      | 10 de septiembre de 2017 | Cancha de Guayabo, Mora   |
| Microfútbol Tibás   | 3 - 2 | Sagrada Familia  | 10 de septiembre de 2017 | Cancha ASODECO, Coronado  |
| CCDR. Montes de Oca | 3 - 2 | AD. Ciudad Colón | 10 de septiembre de 2017 | Estadio de Sabanilla      |

| Sagrada Familia  | 2 - 2     | Pavas FC            | 17 de septiembre de 2017 | Estadio Teodoro Picado       |
| Pozos FC         | 2 - 3     | CCDR. Montes de Oca | 17 de septiembre de 2017 | Estadio de Piedades, Sta Ana |
| CCDR. Tibás      | 1 - 1     | Microfútbol Tibás   | 17 de septiembre de 2017 | Estadio Sanjuañeno           |
| AD. Ciudad Colón | 0 - 2 (*) | UD Puriscal         | 17 de septiembre de 2017 | Cancha de Río Oro, Sta Ana   |

| UD Puriscal         | 3 - 1 | Pozos FC         | 24 de septiembre de 2017 | Cancha de Guayabo, Mora  |
| CCDR. Montes de Oca | 0 - 5 | Pavas FC         | 24 de septiembre de 2017 | Estadio de Sabanilla     |
| CCDR. Tibás         | 1 - 3 | Sagrada Familia  | 24 de septiembre de 2017 | Estadio Sanjuañeno       |
| Microfútbol Tibás   | 4 - 2 | AD. Ciudad Colón | 15 de octubre de 2017    | Cancha ASODECO, Coronado |

| Pozos FC         | 3 - 3     | Microfútbol Tibás   | 1 de octubre de 2017 | Estadio de Piedades, Sta Ana |
| Sagrada Familia  | 2 - 3     | CCDR. Montes de Oca | 1 de octubre de 2017 | Estadio Teodoro Picado       |
| Pavas FC         | 0 - 2 (*) | UD Puriscal         | 1 de octubre de 2017 | Cancha de Hatillo #4         |
| AD. Ciudad Colón | 2 - 2     | CCDR. Tibás         | 1 de octubre de 2017 | Estadio Sanjuañeno           |

| Pozos FC            | 5 - 4         | CCDR. Tibás       | 29 de octubre de 2017 | Estadio de Piedades, Sta Ana |
| Pavas FC            | 4 - 4         | Microfútbol Tibás | 29 de octubre de 2017 | Cancha La Uruca              |
| CCDR. Montes de Oca | 2 - 4         | UD Puriscal       | 29 de octubre de 2017 | Estadio de Sabanilla         |
| AD. Ciudad Colón    | No Programado | Sagrada Familia   | 29 de octubre de 2017 | N/D                          |

| CCDR. Tibás       | 2 - 5         | Pavas FC            | 3 de diciembre de 2017 | Estadio Sanjuañeno       |
| Microfútbol Tibás | 2 - 2         | CCDR. Montes de Oca | 5 de noviembre de 2017 | Cancha ASODECO, Coronado |
| Sagrada Familia   | 1 - 0         | UD Puriscal         | 5 de noviembre de 2017 | Estadio Teodoro Picado   |
| AD. Ciudad Colón  | No Programado | Pozos FC            | 5 de noviembre de 2017 | N/D                      |

| Pozos FC            | 5 - 3         | Sagrada Familia   | 12 de noviembre de 2017 | Estadio de Piedades, Sta Ana |
| CCDR. Montes de Oca | 1 - 3         | CCDR. Tibás       | 12 de noviembre de 2017 | Estadio de Sabanilla         |
| UD Puriscal         | 3 - 3         | Microfútbol Tibás | 12 de noviembre de 2017 | Cancha de Guayabo, Mora      |
| Pavas FC            | No Programado | AD. Ciudad Colón  | 12 de noviembre de 2017 | N/D                          |

| Pozos FC         | 4 - 2         | Pavas FC            | 19 de noviembre de 2017 | Estadio de Piedades, Sta Ana |
| CCDR. Tibás      | 2 - 5         | UD Puriscal         | 19 de noviembre de 2017 | Estadio Sanjuañeno           |
| Sagrada Familia  | 4 - 7         | Microfútbol Tibás   | 19 de noviembre de 2017 | Estadio Teodoro Picado       |
| AD. Ciudad Colón | No Programado | CCDR. Montes de Oca | 19 de noviembre de 2017 | N/D                          |

| Pavas FC            | 6 - 4         | Sagrada Familia  | 26 de noviembre de 2017 | Cancha La Uruca          |
| CCDR. Montes de Oca | 2 - 2         | Pozos FC         | 26 de noviembre de 2017 | Estadio de Sabanilla     |
| Microfútbol Tibás   | 8 - 0         | CCDR. Tibás      | 26 de noviembre de 2017 | Cancha ASODECO, Coronado |
| UD Puriscal         | No Programado | AD. Ciudad Colón | 26 de noviembre de 2017 | N/D                      |

| Pozos FC         | 3 - 0         | UD Puriscal         | 10 de diciembre de 2017 | Estadio de Piedades, Sta Ana |
| Pavas FC         | 1 - 1         | CCDR. Montes de Oca | 10 de diciembre de 2017 | Cancha La Uruca              |
| Sagrada Familia  | 5 - 1         | CCDR. Tibás         | 10 de diciembre de 2017 | Cancha de Hatillo #4         |
| AD. Ciudad Colón | No Programado | Microfútbol Tibás   | 10 de diciembre de 2017 | N/D                          |

| Microfútbol Tibás   | 0 - 0         | Pozos FC         | 17 de diciembre de 2017 | Cancha ASODECO, Coronado |
| CCDR. Montes de Oca | 2 - 0         | Sagrada Familia  | 17 de diciembre de 2017 | Estadio de Sabanilla     |
| UD Puriscal         | 2 - 2         | Pavas FC         | 17 de diciembre de 2017 | Cancha de Guayabo, Mora  |
| CCDR. Tibás         | No Programado | AD. Ciudad Colón | 17 de diciembre de 2017 | N/D                      |

### Grupo E:Alajuela "A"
|  |    | Equipo                     | PJ | G | E | P | GF | GC | Dif | Pts |
|  | -- | -------------------------- | -- | - | - | - | -- | -- | --- | --- |
|  | 1. | AD. Zaragoza Palmares FC   | 14 | 8 | 5 | 1 | 25 | 14 | +11 | 29  |
|  | 2. | Municipal Atenas           | 14 | 7 | 4 | 3 | 28 | 20 | +8  | 25  |
|  | 3. | AD. Rosario (Naranjo)      | 14 | 7 | 3 | 4 | 32 | 20 | +12 | 24  |
|  | 4. | Asoc. Upaleña de Fútbol    | 14 | 7 | 2 | 5 | 25 | 22 | +3  | 23  |
|  | 5. | Adafia Atenas              | 14 | 6 | 2 | 6 | 31 | 30 | +1  | 20  |
|  | 6. | AD. Fortuna FC             | 14 | 3 | 3 | 8 | 25 | 34 | -9  | 12  |
|  | 7. | Proyecto Futbol ZN Fortuna | 14 | 3 | 3 | 8 | 18 | 28 | -10 | 12  |
|  | 8. | F.C. Naranjo               | 14 | 2 | 4 | 8 | 18 | 34 | -16 | 10  |

| ZN. Fortuna    | 1 - 3 | AD. Zaragoza Palmares FC | 20 de agosto de 2017 | Cancha Club de Amigos Monterrey |
| AD. Rosario    | 2 - 3 | Asoc. Upaleña de Fútbol  | 20 de agosto de 2017 | Cancha de Rosario, Naranjo      |
| AD. Fortuna FC | 4 - 2 | Adafia Atenas            | 20 de agosto de 2017 | Estadio Berny Hidalgo           |
| F.C. Naranjo   | 0 - 2 | Municipal Atenas         | 20 de agosto de 2017 | Estadio Eliécer Pérez Conejo    |

| Adafia Atenas            | 1 - 4 | AD. Rosario      | 27 de agosto de 2017 | Estadio Mardoqueo González       |
| Asoc. Upaleña de Fútbol  | 1 - 0 | ZN. Fortuna      | 27 de agosto de 2017 | Cancha Colonia Puntarenas, Upala |
| AD. Zaragoza Palmares FC | 0 - 0 | Municipal Atenas | 27 de agosto de 2017 | Cancha de Zaragoza, Palmares     |
| AD. Fortuna FC           | 5 - 2 | F.C. Naranjo     | 27 de agosto de 2017 | Estadio Berny Hidalgo            |

| Municipal Atenas | 2 - 0 | Asoc. Upaleña de Fútbol  | 3 de septiembre de 2017 | Estadio Mardoqueo González      |
| ZN. Fortuna      | 3 - 2 | Adafia Atenas            | 3 de septiembre de 2017 | Cancha Club de Amigos Monterrey |
| AD. Rosario      | 2 - 1 | AD. Fortuna FC           | 3 de septiembre de 2017 | Estadio San Miguel, Naranjo     |
| F.C. Naranjo     | 1 - 2 | AD. Zaragoza Palmares FC | 3 de septiembre de 2017 | Estadio Eliécer Pérez Conejo    |

| AD. Fortuna FC          | 3 - 1 | ZN. Fortuna              | 10 de septiembre de 2017 | Estadio Berny Hidalgo            |
| Adafia Atenas           | 0 - 3 | Municipal Atenas         | 10 de septiembre de 2017 | Estadio Mardoqueo González       |
| Asoc. Upaleña de Fútbol | 0 - 1 | AD. Zaragoza Palmares FC | 10 de septiembre de 2017 | Cancha Colonia Puntarenas, Upala |
| AD. Rosario             | 3 - 1 | F.C. Naranjo             | 10 de septiembre de 2017 | Cancha de Rosario, Naranjo       |

| AD. Zaragoza Palmares FC | 1 - 1 | Adafia Atenas           | 17 de septiembre de 2017 | Cancha de Zaragoza, Palmares      |
| Municipal Atenas         | 2 - 2 | AD. Fortuna FC          | 17 de septiembre de 2017 | Estadio Mardoqueo González        |
| ZN. Fortuna              | 2 - 2 | AD. Rosario             | 17 de septiembre de 2017 | Estadio Carlos Ugalde, San Carlos |
| F.C. Naranjo             | 3 - 1 | Asoc. Upaleña de Fútbol | 17 de septiembre de 2017 | Cancha de San Roque, Naranjo      |

| AD. Rosario    | 0 - 1 | Municipal Atenas         | 24 de septiembre de 2017 | Cancha de Rosario, Naranjo        |
| AD. Fortuna FC | 0 - 0 | AD. Zaragoza Palmares FC | 24 de septiembre de 2017 | Estadio Berny Hidalgo             |
| Adafia Atenas  | 1 - 1 | Asoc. Upaleña de Fútbol  | 24 de septiembre de 2017 | Estadio Mardoqueo González        |
| ZN. Fortuna    | 2 - 2 | F.C. Naranjo             | 24 de septiembre de 2017 | Estadio Carlos Ugalde, San Carlos |

| Asoc. Upaleña de Fútbol  | 3 - 2 | AD. Fortuna FC | 1 de octubre de 2017 | Cancha Colonia Puntarenas, Upala |
| AD. Zaragoza Palmares FC | 2 - 1 | AD. Rosario    | 1 de octubre de 2017 | Estadio Jorge "Palmareño" Solís  |
| Municipal Atenas         | 0 - 2 | ZN. Fortuna    | 1 de octubre de 2017 | Estadio Mardoqueo González       |
| F.C. Naranjo             | 1 - 5 | Adafia Atenas  | 1 de octubre de 2017 | Cancha de San Roque, Naranjo     |

| AD. Zaragoza Palmares FC | 3 - 3 | ZN. Fortuna    | 29 de octubre de 2017  | Cancha de Zaragoza, Palmares     |
| Asoc. Upaleña de Fútbol  | 1 - 1 | AD. Rosario    | 3 de diciembre de 2017 | Cancha Colonia Puntarenas, Upala |
| Adafia Atenas            | 2 - 1 | AD. Fortuna FC | 29 de octubre de 2017  | Estadio Mardoqueo González       |
| Municipal Atenas         | 2 - 2 | F.C. Naranjo   | 29 de octubre de 2017  | Estadio Mardoqueo González       |

| AD. Rosario      | 2 - 3 | Adafia Atenas            | 5 de noviembre de 2017 | Cancha de Rosario, Naranjo      |
| ZN. Fortuna      | 0 - 1 | Asoc. Upaleña de Fútbol  | 5 de noviembre de 2017 | Cancha Club de Amigos Monterrey |
| Municipal Atenas | 1 - 2 | AD. Zaragoza Palmares FC | 5 de noviembre de 2017 | Estadio Mardoqueo González      |
| F.C. Naranjo     | 1 - 1 | AD. Fortuna FC           | 5 de noviembre de 2017 | Cancha de San Roque, Naranjo    |

| Asoc. Upaleña de Fútbol  | 3 - 1 | Municipal Atenas | 12 de noviembre de 2017 | Cancha Colonia Puntarenas, Upala |
| Adafia Atenas            | 4 - 1 | ZN. Fortuna      | 12 de noviembre de 2017 | Estadio Mardoqueo González       |
| AD. Fortuna FC           | 0 - 3 | AD. Rosario      | 12 de noviembre de 2017 | Estadio Berny Hidalgo            |
| AD. Zaragoza Palmares FC | 1 - 1 | F.C. Naranjo     | 12 de noviembre de 2017 | Cancha de Zaragoza, Palmares     |

| ZN. Fortuna              | 1 - 0 | AD. Fortuna FC          | 19 de noviembre de 2017 | Cancha Club de Amigos Monterrey |
| Municipal Atenas         | 4 - 3 | Adafia Atenas           | 19 de noviembre de 2017 | Estadio Mardoqueo González      |
| AD. Zaragoza Palmares FC | 2 - 1 | Asoc. Upaleña de Fútbol | 19 de noviembre de 2017 | Cancha de Zaragoza, Palmares    |
| F.C. Naranjo             | 1 - 4 | AD. Rosario             | 19 de noviembre de 2017 | Cancha de San Roque, Naranjo    |

| Adafia Atenas           | 0 - 2 | AD. Zaragoza Palmares FC | 26 de noviembre de 2017 | Estadio Mardoqueo González       |
| AD. Fortuna FC          | 2 - 5 | Municipal Atenas         | 26 de noviembre de 2017 | Estadio Berny Hidalgo            |
| AD. Rosario             | 3 - 1 | ZN. Fortuna              | 26 de noviembre de 2017 | Cancha de Rosario, Naranjo       |
| Asoc. Upaleña de Fútbol | 3 - 1 | F.C. Naranjo             | 26 de noviembre de 2017 | Cancha Colonia Puntarenas, Upala |

| Municipal Atenas         | 3 - 3 | AD. Rosario    | 10 de diciembre de 2017 | Estadio Mardoqueo González       |
| AD. Zaragoza Palmares FC | 6 - 2 | AD. Fortuna FC | 10 de diciembre de 2017 | Cancha de Zaragoza, Palmares     |
| Asoc. Upaleña de Fútbol  | 3 - 4 | Adafia Atenas  | 10 de diciembre de 2017 | Cancha Colonia Puntarenas, Upala |
| F.C. Naranjo             | 2 - 0 | ZN. Fortuna    | 10 de diciembre de 2017 | Cancha de San Roque, Naranjo     |

| AD. Fortuna FC | 2 - 4 | Asoc. Upaleña de Fútbol  | 17 de diciembre de 2017 | Estadio Berny Hidalgo           |
| AD. Rosario    | 2 - 0 | AD. Zaragoza Palmares FC | 17 de diciembre de 2017 | Cancha de Rosario, Naranjo      |
| ZN. Fortuna    | 1 - 2 | Municipal Atenas         | 17 de diciembre de 2017 | Cancha Club de Amigos Monterrey |
| Adafia Atenas  | 3 - 0 | F.C. Naranjo             | 17 de diciembre de 2017 | Estadio Mardoqueo González      |

### Grupo F:Alajuela "B"
|  |    | Equipo                | PJ | G | E | P  | GF | GC | Dif | Pts |
|  | -- | --------------------- | -- | - | - | -- | -- | -- | --- | --- |
|  | 1. | Selección de Canoas   | 14 | 8 | 4 | 2  | 51 | 34 | +17 | 28  |
|  | 2. | Ciruelas FC           | 14 | 8 | 2 | 4  | 43 | 34 | +9  | 26  |
|  | 3. | AD. Sarchí            | 14 | 6 | 5 | 3  | 27 | 24 | +3  | 23  |
|  | 4. | Four Can              | 14 | 6 | 4 | 4  | 27 | 21 | +6  | 22  |
|  | 5. | ACF. Turrucares       | 14 | 7 | 1 | 6  | 31 | 30 | +1  | 22  |
|  | 6. | Juventud Atlético     | 14 | 6 | 1 | 7  | 29 | 29 | 0   | 19  |
|  | 7. | Sporting JK (*)       | 14 | 3 | 1 | 10 | 25 | 38 | -13 | 10  |
|  | 8. | AD. A.B.C. San Rafael | 14 | 2 | 2 | 10 | 17 | 40 | -23 | 8   |

(*): Sancionado por incomparecencia en un partido
| A.B.C. San Rafael | 1 - 5 | Ciruelas FC         | 20 de agosto de 2017 | Cancha de San Rafael, Alajuela    |
| Four Can          | 1 - 0 | ACF. Turrucares     | 20 de agosto de 2017 | Cancha de San Isidro, Alajuela    |
| Sporting JK       | 3 - 4 | Juventud Atlético   | 20 de agosto de 2017 | Cancha de Mercedes Norte, Heredia |
| AD. Sarchí        | 3 - 3 | Selección de Canoas | 20 de agosto de 2017 | Estadio Eliécer Pérez Conejo      |

| Juventud Atlético | 2 - 1     | Four Can            | 27 de agosto de 2017 | Cancha de Río Segundo, Alajuela         |
| ACF. Turrucares   | 2 - 1     | A.B.C. San Rafael   | 27 de agosto de 2017 | Cancha de Cebadilla, Turrucares         |
| Ciruelas FC       | 3 - 4     | Selección de Canoas | 27 de agosto de 2017 | Cancha Las Vueltas de Guácima, Alajuela |
| Sporting JK       | 0 - 2 (*) | AD. Sarchí          | 27 de agosto de 2017 | Cancha de Mercedes Norte, Heredia       |

| Selección de Canoas | 1 - 2 | ACF. Turrucares   | 3 de septiembre de 2017 | Cancha de Canoas, Alajuela   |
| A.B.C. San Rafael   | 1 - 5 | Juventud Atlético | 3 de septiembre de 2017 | Cancha Otto´s                |
| Four Can            | 2 - 1 | Sporting JK       | 3 de septiembre de 2017 | Cancha Hilda, Poás           |
| AD. Sarchí          | 1 - 1 | Ciruelas FC       | 3 de septiembre de 2017 | Estadio Eliécer Pérez Conejo |

| Sporting JK       | 1 - 2 | A.B.C. San Rafael   | 10 de septiembre de 2017 | Cancha de Mercedes Norte, Heredia |
| Juventud Atlético | 2 - 4 | Selección de Canoas | 10 de septiembre de 2017 | Cancha La Chanchera               |
| ACF. Turrucares   | 4 - 3 | Ciruelas FC         | 10 de septiembre de 2017 | Cancha de Cebadilla, Turrucares   |
| Four Can          | 2 - 2 | AD. Sarchí          | 10 de septiembre de 2017 | Cancha La Hilda, Poás             |

| Ciruelas FC         | 3 - 2 | Juventud Atlético | 17 de septiembre de 2017 | Cancha Las Vueltas de Guácima, Alajuela |
| Selección de Canoas | 7 - 5 | Sporting JK       | 17 de septiembre de 2017 | Cancha de Canoas, Alajuela              |
| A.B.C. San Rafael   | 1 - 4 | Four Can          | 17 de septiembre de 2017 | Cancha Las Vueltas de Guácima, Alajuela |
| AD. Sarchí          | 1 - 0 | ACF. Turrucares   | 17 de septiembre de 2017 | Estadio Eliécer Pérez Conejo            |

| Four Can          | 2 - 2 | Selección de Canoas | 24 de septiembre de 2017 | Cancha La Hilda, Poás                   |
| Sporting JK       | 2 - 3 | Ciruelas FC         | 24 de septiembre de 2017 | Estadio Yuba Paniagua, Sn Rafael Hdia   |
| Juventud Atlético | 2 - 1 | ACF. Turrucares     | 24 de septiembre de 2017 | Cancha Los Cibeles                      |
| A.B.C. San Rafael | 1 - 2 | AD. Sarchí          | 24 de septiembre de 2017 | Cancha Las Vueltas de Guácima, Alajuela |

| ACF. Turrucares     | 6 - 0 | Sporting JK       | 1 de octubre de 2017 | Cancha de Cebadilla, Turrucares         |
| Ciruelas FC         | 2 - 3 | Four Can          | 1 de octubre de 2017 | Cancha Las Vueltas de Guácima, Alajuela |
| Selección de Canoas | 6 - 1 | A.B.C. San Rafael | 1 de octubre de 2017 | Cancha de Canoas, Alajuela              |
| AD. Sarchí          | 5 - 4 | Juventud Atlético | 1 de octubre de 2017 | Estadio Eliécer Pérez Conejo            |

| Ciruelas FC         | 2 - 1 | A.B.C. San Rafael | 29 de octubre de 2017 | Cancha de El Roble, Alajuela    |
| ACF. Turrucares     | 2 - 2 | Four Can          | 29 de octubre de 2017 | Cancha de Cebadilla, Turrucares |
| Juventud Atlético   | 0 - 1 | Sporting JK       | 29 de octubre de 2017 | Cancha La Chanchera             |
| Selección de Canoas | 4 - 2 | AD. Sarchí        | 29 de octubre de 2017 | Cancha de Canoas, Alajuela      |

| Four Can            | 2 - 0 | Juventud Atlético | 5 de noviembre de 2017 | Cancha La Hilda, Poás                   |
| A.B.C. San Rafael   | 2 - 3 | ACF. Turrucares   | 5 de noviembre de 2017 | Cancha Las Vueltas de Guácima, Alajuela |
| Selección de Canoas | 6 - 5 | Ciruelas FC       | 5 de noviembre de 2017 | Cancha de Canoas, Alajuela              |
| AD. Sarchí          | 1 - 1 | Sporting JK       | 5 de noviembre de 2017 | Estadio Eliécer Pérez Conejo            |

| ACF. Turrucares   | 1 - 5 | Selección de Canoas | 12 de noviembre de 2017 | Cancha de Cebadilla, Turrucares         |
| Juventud Atlético | 2 - 0 | A.B.C. San Rafael   | 12 de noviembre de 2017 | Cancha Los Cibeles                      |
| Sporting JK       | 0 - 2 | Four Can            | 12 de noviembre de 2017 | Estadio Yuba Paniagua, Sn Rafael Hdia   |
| Ciruelas FC       | 5 - 3 | AD. Sarchí          | 12 de noviembre de 2017 | Cancha Las Vueltas de Guácima, Alajuela |

| A.B.C. San Rafael   | 1 - 4 | Sporting JK       | 19 de noviembre de 2017 | Cancha Las Vueltas de Guácima, Alajuela |
| Selección de Canoas | 1 - 2 | Juventud Atlético | 19 de noviembre de 2017 | Cancha de Canoas, Alajuela              |
| Ciruelas FC         | 4 - 2 | ACF. Turrucares   | 19 de noviembre de 2017 | Cancha Las Vueltas de Guácima, Alajuela |
| AD. Sarchí          | 2 - 1 | Four Can          | 19 de noviembre de 2017 | Estadio Eliécer Pérez Conejo            |

| Juventud Atlético | 1 - 1 | Ciruelas FC         | 26 de noviembre de 2017 | Cancha Los Cibeles                    |
| Sporting JK       | 0 - 2 | Selección de Canoas | 26 de noviembre de 2017 | Estadio Yuba Paniagua, Sn Rafael Hdia |
| Four Can          | 1 - 2 | A.B.C. San Rafael   | 26 de noviembre de 2017 | Cancha La Hilda, Poás                 |
| ACF. Turrucares   | 2 - 1 | AD. Sarchí          | 26 de noviembre de 2017 | Cancha de Cebadilla, Turrucares       |

| Selección de Canoas | 3 - 3 | Four Can          | 10 de diciembre de 2017 | Cancha de Canoas, Alajuela              |
| Ciruelas FC         | 4 - 3 | Sporting JK       | 10 de diciembre de 2017 | Cancha Las Vueltas de Guácima, Alajuela |
| ACF. Turrucares     | 4 - 3 | Juventud Atlético | 10 de diciembre de 2017 | Cancha de Cebadilla, Turrucares         |
| AD. Sarchí          | 0 - 0 | A.B.C. San Rafael | 10 de diciembre de 2017 | Estadio Eliécer Pérez Conejo            |

| Sporting JK       | 4 - 2 | ACF. Turrucares     | 17 de diciembre de 2017 | Estadio Yuba Paniagua, Sn Rafael Hdia   |
| Four Can          | 1 - 2 | Ciruelas FC         | 17 de diciembre de 2017 | Cancha La Hilda, Poás                   |
| A.B.C. San Rafael | 3 - 3 | Selección de Canoas | 17 de diciembre de 2017 | Cancha Las Vueltas de Guácima, Alajuela |
| Juventud Atlético | 0 - 2 | AD. Sarchí          | 17 de diciembre de 2017 | Cancha Los Cibeles                      |

### Grupo G:Limón
|  |    | Equipo                    | PJ | G | E | P  | GF | GC | Dif | Pts |
|  | -- | ------------------------- | -- | - | - | -- | -- | -- | --- | --- |
|  | 1. | Limón FC                  | 14 | 9 | 2 | 3  | 48 | 28 | +20 | 29  |
|  | 2. | AD. Fútbol de Siquirres   | 14 | 8 | 3 | 3  | 34 | 20 | +14 | 27  |
|  | 3. | ASD. El Cairo             | 14 | 9 | 0 | 5  | 32 | 19 | +13 | 27  |
|  | 4. | AD. Alianza Pococí FC (*) | 14 | 8 | 0 | 6  | 39 | 23 | +16 | 24  |
|  | 5. | B-Line. FC                | 14 | 6 | 3 | 5  | 30 | 23 | +7  | 21  |
|  | 6. | Talamanqueña FC           | 14 | 6 | 1 | 7  | 29 | 37 | -8  | 19  |
|  | 7. | Dep. Indiana Espinoza     | 14 | 3 | 1 | 10 | 22 | 52 | -30 | 10  |
|  | 8. | Asoc. Dep. Siquirres      | 14 | 2 | 0 | 12 | 17 | 51 | -34 | 6   |

(*): Sancionado por incomparecencia en un partido

| Dep. Indiana Espinoza | 4 - 3 | Asoc. Dep. Siquirres | 20 de agosto de 2017 | Cancha Indiana Tres, Siquirres |
| ADF. Siquirres        | 3 - 2 | B-Line FC            | 20 de agosto de 2017 | Cancha de Siquirres (Centro)   |
| Limón FC              | 5 - 3 | AD. Alianza Pococí   | 20 de agosto de 2017 | Estadio Juan Gobán, Limón      |
| Talamanqueña FC       | 1 - 0 | ASD. El Cairo        | 20 de agosto de 2017 | Cancha de Margarita, Sixaola   |

| AD. Alianza Pococí   | 0 - 1 | ADF. Siquirres        | 27 de agosto de 2017 | Estadio Ebal Rodríguez, Guápiles |
| B-Line FC            | 3 - 1 | Dep. Indiana Espinoza | 27 de agosto de 2017 | Cancha de B-Line, Matina         |
| Asoc. Dep. Siquirres | 0 - 1 | ASD. El Cairo         | 27 de agosto de 2017 | Cancha de Siquirres (Centro)     |
| Limón FC             | 5 - 0 | Talamanqueña FC       | 27 de agosto de 2017 | Estadio Nuevo de Limón           |

| ASD. El Cairo         | 1 - 0 | B-Line FC            | 3 de septiembre de 2017 | Cancha de El Cairo, Siquirres  |
| Dep. Indiana Espinoza | 0 - 6 | AD. Alianza Pococí   | 3 de septiembre de 2017 | Cancha Indiana Tres, Siquirres |
| ADF. Siquirres        | 3 - 3 | Limón FC             | 3 de septiembre de 2017 | Cancha de Siquirres (Centro)   |
| Talamanqueña FC       | 3 - 4 | Asoc. Dep. Siquirres | 3 de septiembre de 2017 | Cancha de Margarita, Sixaola   |

| Limón FC           | 2 - 0     | Dep. Indiana Espinoza | 10 de septiembre de 2017 | Estadio Juan Gobán, Limón    |
| AD. Alianza Pococí | 0 - 2 (*) | ASD. El Cairo         | 10 de septiembre de 2017 | Cancha La Colonia, Pococí    |
| B-Line FC          | 5 - 1     | Asoc. Dep. Siquirres  | 10 de septiembre de 2017 | Cancha de B-Line, Matina     |
| ADF. Siquirres     | 0 - 1     | Talamanqueña FC       | 10 de septiembre de 2017 | Cancha de Siquirres (Centro) |

| Asoc. Dep. Siquirres  | 1 - 3 | AD. Alianza Pococí | 17 de septiembre de 2017 | Cancha de Siquirres (Centro)   |
| ASD. El Cairo         | 3 - 1 | Limón FC           | 17 de septiembre de 2017 | Cancha de El Cairo, Siquirres  |
| Dep. Indiana Espinoza | 1 - 3 | ADF. Siquirres     | 17 de septiembre de 2017 | Cancha Indiana Tres, Siquirres |
| Talamanqueña FC       | 2 - 2 | B-Line FC          | 17 de septiembre de 2017 | Cancha de Margarita, Sixaola   |

| ADF. Siquirres        | 4 - 1 | ASD. El Cairo        | 24 de septiembre de 2017 | Cancha de Siquirres (Centro)     |
| Limón FC              | 8 - 1 | Asoc. Dep. Siquirres | 24 de septiembre de 2017 | Estadio Nuevo de Limón           |
| AD. Alianza Pococí    | 1 - 0 | B-Line FC            | 24 de septiembre de 2017 | Estadio Ebal Rodríguez, Guápiles |
| Dep. Indiana Espinoza | 1 - 5 | Talamanqueña FC      | 24 de septiembre de 2017 | Cancha Indiana Tres, Siquirres   |

| Talamanqueña FC      | 0 - 1 | AD. Alianza Pococí    | 1 de octubre de 2017 | Cancha de Margarita, Sixaola  |
| B-Line FC            | 2 - 2 | Limón FC              | 1 de octubre de 2017 | Cancha de B-Line, Matina      |
| Asoc. Dep. Siquirres | 2 - 3 | ADF. Siquirres        | 1 de octubre de 2017 | Polideportivo de Siquirres    |
| ASD. El Cairo        | 3 - 2 | Dep. Indiana Espinoza | 1 de octubre de 2017 | Cancha de El Cairo, Siquirres |

| Asoc. Dep. Siquirres | 3 - 2 | Dep. Indiana Espinoza | 29 de octubre de 2017 | Cancha de Siquirres (Centro)  |
| B-Line FC            | 2 - 2 | ADF. Siquirres        | 29 de octubre de 2017 | Cancha de B-Line, Matina      |
| AD. Alianza Pococí   | 2 - 4 | Limón FC              | 29 de octubre de 2017 | Cancha La Colonia, Pococí     |
| ASD. El Cairo        | 3 - 1 | Talamanqueña FC       | 29 de octubre de 2017 | Cancha de El Cairo, Siquirres |

| ADF. Siquirres        | 0 - 2 | AD. Alianza Pococí   | 5 de noviembre de 2017 | Cancha de Siquirres (Centro)   |
| Dep. Indiana Espinoza | 2 - 1 | B-Line FC            | 5 de noviembre de 2017 | Cancha Indiana Tres, Siquirres |
| ASD. El Cairo         | 3 - 0 | Asoc. Dep. Siquirres | 5 de noviembre de 2017 | Cancha de El Cairo, Siquirres  |
| Talamanqueña FC       | 3 - 1 | Limón FC             | 5 de noviembre de 2017 | Cancha de Margarita, Sixaola   |

| B-Line FC            | 2 - 1 | ASD. El Cairo         | 12 de noviembre de 2017 | Cancha de B-Line, Matina         |
| AD. Alianza Pococí   | 8 - 1 | Dep. Indiana Espinoza | 12 de noviembre de 2017 | Estadio Ebal Rodríguez, Guápiles |
| Limón FC             | 2 - 4 | ADF. Siquirres        | 12 de noviembre de 2017 | Estadio Juan Gobán, Limón        |
| Asoc. Dep. Siquirres | 3 - 7 | Talamanqueña FC       | 12 de noviembre de 2017 | Cancha de Siquirres (Centro)     |

| Dep. Indiana Espinoza | 2 - 4 | Limón FC           | 19 de noviembre de 2017 | Cancha Indiana Tres, Siquirres |
| ASD. El Cairo         | 4 - 2 | AD. Alianza Pococí | 19 de noviembre de 2017 | Cancha de El Cairo, Siquirres  |
| Asoc. Dep. Siquirres  | 0 - 2 | B-Line FC          | 19 de noviembre de 2017 | Cancha de Siquirres (Centro)   |
| Talamanqueña FC       | 1 - 0 | ADF. Siquirres     | 19 de noviembre de 2017 | Cancha de Margarita, Sixaola   |

| AD. Alianza Pococí | 1 - 0 (*) | Asoc. Dep. Siquirres  | 3 de diciembre de 2017  | Cancha La Colonia, Pococí    |
| Limón FC           | 3 - 2     | ASD. El Cairo         | 26 de noviembre de 2017 | Estadio Nuevo de Limón       |
| ADF. Siquirres     | 2 - 2     | Dep. Indiana Espinoza | 26 de noviembre de 2017 | Cancha de Siquirres (Centro) |
| B-Line FC          | 4 - 1     | Talamanqueña FC       | 26 de noviembre de 2017 | Cancha de B-Line, Matina     |

| ASD. El Cairo        | 2 - 3 | ADF. Siquirres        | 10 de diciembre de 2017 | Cancha de El Cairo, Siquirres |
| Asoc. Dep. Siquirres | 1 - 4 | Limón FC              | 10 de diciembre de 2017 | Cancha de Siquirres (Centro)  |
| B-Line FC            | 3 - 2 | AD. Alianza Pococí    | 10 de diciembre de 2017 | Cancha de B-Line, Matina      |
| Talamanqueña FC      | 3 - 4 | Dep. Indiana Espinoza | 10 de diciembre de 2017 | Cancha de Margarita, Sixaola  |

| AD. Alianza Pococí    | 7 - 2 | Talamanqueña FC      | 17 de diciembre de 2017 | Cancha La Colonia, Pococí      |
| Limón FC              | 4 - 2 | B-Line FC            | 17 de diciembre de 2017 | Estadio Nuevo de Limón         |
| ADF. Siquirres        | 4 - 0 | Asoc. Dep. Siquirres | 17 de diciembre de 2017 | Cancha de Siquirres (Centro)   |
| Dep. Indiana Espinoza | 0 - 6 | ASD. El Cairo        | 17 de diciembre de 2017 | Cancha Indiana Tres, Siquirres |

### Grupo H:Puntarenas
|  |    | Equipo               | PJ | G | E | P  | GF | GC | Dif | Pts |
|  | -- | -------------------- | -- | - | - | -- | -- | -- | --- | --- |
|  | 1. | Hojancheña FC        | 15 | 8 | 5 | 2  | 40 | 25 | +15 | 31  |
|  | 2. | AD. Isla Venado      | 15 | 6 | 6 | 3  | 29 | 19 | +10 | 26  |
|  | 3. | San Luis FC          | 15 | 6 | 4 | 5  | 32 | 22 | +10 | 22  |
|  | 4. | ADR Esparza          | 15 | 6 | 3 | 6  | 28 | 30 | -2  | 21  |
|  | 5. | Municipal Nandayure  | 15 | 6 | 3 | 6  | 22 | 29 | -7  | 21  |
|  | 6. | AD. San Buenaventura | 15 | 1 | 2 | 12 | 21 | 47 | -26 | 5   |

| ADR Esparza          | 1 - 2 | Hojancheña FC       | 20 de agosto de 2017 | Cancha Los Nances, Esparza       |
| AD. San Buenaventura | 0 - 2 | Municipal Nandayure | 20 de agosto de 2017 | Cancha de San Buenaventura       |
| San Luis FC          | 0 - 0 | AD. Isla Venado     | 20 de agosto de 2017 | Cancha de Bº San Luis, Chacarita |

| Hojancheña FC       | 2 - 2 | San Luis FC          | 27 de agosto de 2017 | Cancha La Gran Vía, Hojancha   |
| Municipal Nandayure | 3 - 2 | ADR Esparza          | 27 de agosto de 2017 | Estadio Municipal de Nandayure |
| AD. Isla Venado     | 2 - 2 | AD. San Buenaventura | 27 de agosto de 2017 | Cancha La Florida              |

| ADR Esparza   | 3 - 0 | AD. San Buenaventura | 3 de septiembre de 2017 | Cancha Los Nances, Esparza       |
| San Luis FC   | 3 - 2 | Municipal Nandayure  | 3 de septiembre de 2017 | Cancha de Bº San Luis, Chacarita |
| Hojancheña FC | 4 - 1 | AD. Isla Venado      | 3 de septiembre de 2017 | Cancha La Gran Vía, Hojancha     |

| AD. San Buenaventura | 4 - 4 | Hojancheña FC   | 10 de septiembre de 2017 | Cancha de San Buenaventura       |
| San Luis FC          | 5 - 0 | ADR Esparza     | 10 de septiembre de 2017 | Cancha de Bº San Luis, Chacarita |
| Municipal Nandayure  | 1 - 0 | AD. Isla Venado | 10 de septiembre de 2017 | Estadio Municipal de Nandayure   |

| AD. San Buenaventura | 3 - 2 | San Luis FC   | 17 de septiembre de 2017 | Cancha de San Buenaventura     |
| Municipal Nandayure  | 0 - 5 | Hojancheña FC | 17 de septiembre de 2017 | Estadio Municipal de Nandayure |
| AD. Isla Venado      | 1 - 0 | ADR Esparza   | 17 de septiembre de 2017 | Cancha La Florida              |

| Hojancheña FC       | 3 - 2 | ADR Esparza          | 15 de octubre de 2017 | Cancha La Gran Vía, Hojancha   |
| Municipal Nandayure | 4 - 3 | AD. San Buenaventura | 15 de octubre de 2017 | Estadio Municipal de Nandayure |
| AD. Isla Venado     | 2 - 1 | San Luis FC          | 15 de octubre de 2017 | Cancha La Florida              |

| San Luis FC          | 1 - 2 | Hojancheña FC       | 1 de octubre de 2017 | Cancha de Bº San Luis, Chacarita |
| ADR Esparza          | 3 - 2 | Municipal Nandayure | 1 de octubre de 2017 | Cancha Los Nances, Esparza       |
| AD. San Buenaventura | 2 - 3 | AD. Isla Venado     | 1 de octubre de 2017 | Cancha de San Buenaventura       |

| AD. San Buenaventura | 1 - 3 | ADR Esparza   | 22 de octubre de 2017 | Cancha de San Buenaventura     |
| Municipal Nandayure  | 2 - 1 | San Luis FC   | 22 de octubre de 2017 | Estadio Municipal de Nandayure |
| AD. Isla Venado      | 3 - 1 | Hojancheña FC | 22 de octubre de 2017 | Cancha La Florida              |

| Hojancheña FC   | 2 - 1 | AD. San Buenaventura | 29 de octubre de 2017 | Cancha La Gran Vía, Hojancha |
| ADR Esparza     | 2 - 1 | San Luis FC          | 29 de octubre de 2017 | Cancha Los Nances, Esparza   |
| AD. Isla Venado | 4 - 0 | Municipal Nandayure  | 29 de octubre de 2017 | Cancha La Florida            |

| San Luis FC   | 3 - 1 | AD. San Buenaventura | 5 de noviembre de 2017 | Cancha de Bº San Luis, Chacarita |
| Hojancheña FC | 1 - 1 | Municipal Nandayure  | 5 de noviembre de 2017 | Cancha La Gran Vía, Hojancha     |
| ADR Esparza   | 2 - 2 | AD. Isla Venado      | 5 de noviembre de 2017 | Cancha Los Nances, Esparza       |

| Hojancheña FC       | 3 - 3 | ADR Esparza          | 12 de noviembre de 2017 | Cancha La Gran Vía, Hojancha   |
| Municipal Nandayure | 3 - 1 | AD. San Buenaventura | 12 de noviembre de 2017 | Estadio Municipal de Nandayure |
| AD. Isla Venado     | 3 - 3 | San Luis FC          | 12 de noviembre de 2017 | Cancha La Florida              |

| Hojancheña FC       | 0 - 2 | San Luis FC          | 19 de noviembre de 2017 | Cancha La Gran Vía, Hojancha   |
| Municipal Nandayure | 0 - 2 | ADR Esparza          | 19 de noviembre de 2017 | Estadio Municipal de Nandayure |
| AD. Isla Venado     | 3 - 0 | AD. San Buenaventura | 19 de noviembre de 2017 | Cancha La Florida              |

| ADR Esparza   | 2 - 1 | AD. San Buenaventura | 26 de noviembre de 2017 | Cancha Los Nances, Esparza       |
| San Luis FC   | 2 - 0 | Municipal Nandayure  | 26 de noviembre de 2017 | Cancha de Bº San Luis, Chacarita |
| Hojancheña FC | 2 - 1 | AD. Isla Venado      | 26 de noviembre de 2017 | Cancha La Gran Vía, Hojancha     |

| AD. San Buenaventura | 2 - 8 | Hojancheña FC   | 10 de diciembre de 2017 | Cancha de San Buenaventura       |
| San Luis FC          | 3 - 3 | ADR Esparza     | 10 de diciembre de 2017 | Cancha de Bº San Luis, Chacarita |
| Municipal Nandayure  | 1 - 1 | AD. Isla Venado | 10 de diciembre de 2017 | Estadio Municipal de Nandayure   |

| AD. San Buenaventura | 0 - 3 | San Luis FC   | 17 de diciembre de 2017 | Cancha de San Buenaventura     |
| Municipal Nandayure  | 1 - 1 | Hojancheña FC | 17 de diciembre de 2017 | Estadio Municipal de Nandayure |
| AD. Isla Venado      | 3 - 0 | ADR Esparza   | 17 de diciembre de 2017 | Cancha La Florida              |

### Grupo I:Puntarenas - Zona Sur

#### Subgrupo "A"
|  |    | Equipo                     | PJ | G | E | P | GF | GC | Dif | Pts |
|  | -- | -------------------------- | -- | - | - | - | -- | -- | --- | --- |
|  | 1. | AD Golfito Zona Sur        | 10 | 8 | 2 | 0 | 30 | 1  | +29 | 26  |
|  | 2. | AD. Colorado Corredores    | 11 | 5 | 3 | 3 | 22 | 13 | +9  | 18  |
|  | 3. | Municipal Coto Brus (D)    | 11 | 5 | 1 | 5 | 15 | 21 | -6  | 16  |
|  | 4. | AD. Bambel Zona Sur        | 10 | 2 | 3 | 5 | 11 | 20 | -9  | 9   |
|  | 5. | AD. La Virgen del Sur (**) | 8  | 0 | 1 | 7 | 6  | 29 | -23 | 1   |

(D): Equipo que Descendió de la Liga de Ascenso (Segunda División) 2016-2017
(**) Equipo se retiró por problemas internos.

| Municipal Coto Brus     | 0 - 4 | AD Golfito Zona Sur | 20 de agosto de 2017 | Estadio Hamilton Villalobos  |
| AD. La Virgen del Sur   | 3 - 4 | AD. Bambel Zona Sur | 20 de agosto de 2017 | Cancha La Cuesta, Corredores |
| AD. Colorado Corredores | Libre | -                   | 20 de agosto de 2017 | -                            |

| AD Golfito Zona Sur   | 3 - 0 | AD. Colorado Corredores | 27 de agosto de 2017 | Estadio Fortunato Atencio           |
| AD. Bambel Zona Sur   | 2 - 0 | Municipal Coto Brus     | 27 de agosto de 2017 | Polideportivo de Río Claro, Golfito |
| AD. La Virgen del Sur | Libre | -                       | 27 de agosto de 2017 | -                                   |

| AD. Colorado Corredores | 2 - 0 | AD. Bambel Zona Sur   | 3 de septiembre de 2017 | Cancha de Colorado          |
| Municipal Coto Brus     | 1 - 0 | AD. La Virgen del Sur | 3 de septiembre de 2017 | Estadio Hamilton Villalobos |
| AD Golfito Zona Sur     | Libre | -                     | 3 de septiembre de 2017 | -                           |

| AD. Colorado Corredores | 3 - 0 | Municipal Coto Brus | 10 de septiembre de 2017 | Cancha de Colorado           |
| AD. La Virgen del Sur   | 1 - 4 | AD Golfito Zona Sur | 10 de septiembre de 2017 | Cancha La Cuesta, Corredores |
| AD. Bambel Zona Sur     | Libre | -                   | 10 de septiembre de 2017 | -                            |

| AD. La Virgen del Sur | 0 - 3 | AD. Colorado Corredores | 17 de septiembre de 2017 | Cancha La Cuesta, Corredores        |
| AD. Bambel Zona Sur   | 0 - 0 | AD Golfito Zona Sur     | 17 de septiembre de 2017 | Polideportivo de Río Claro, Golfito |
| Municipal Coto Brus   | Libre | -                       | 17 de septiembre de 2017 | -                                   |

| AD Golfito Zona Sur     | 1 - 0 | Municipal Coto Brus   | 24 de septiembre de 2017 | Estadio Fortunato Atencio           |
| AD. Bambel Zona Sur     | 1 - 1 | AD. La Virgen del Sur | 24 de septiembre de 2017 | Polideportivo de Río Claro, Golfito |
| AD. Colorado Corredores | Libre | -                     | 24 de septiembre de 2017 | -                                   |

| AD. Colorado Corredores | 0 - 3 | AD Golfito Zona Sur | 1 de octubre de 2017 | Cancha de Colorado          |
| Municipal Coto Brus     | 3 - 2 | AD. Bambel Zona Sur | 1 de octubre de 2017 | Estadio Hamilton Villalobos |
| AD. La Virgen del Sur   | Libre | -                   | 1 de octubre de 2017 | -                           |

| AD. La Virgen del Sur | 0 - 4 | Municipal Coto Brus     | 22 de octubre de 2017 | Cancha La Cuesta, Corredores        |
| AD. Bambel Zona Sur   | 0 - 0 | AD. Colorado Corredores | 22 de octubre de 2017 | Polideportivo de Río Claro, Golfito |
| AD Golfito Zona Sur   | Libre | -                       | 22 de octubre de 2017 | -                                   |

| AD Golfito Zona Sur | 5 - 0 | AD. La Virgen del Sur   | 29 de octubre de 2017 | Estadio Fortunato Atencio   |
| Municipal Coto Brus | 4 - 2 | AD. Colorado Corredores | 29 de octubre de 2017 | Estadio Hamilton Villalobos |
| AD. Bambel Zona Sur | Libre | -                       | 29 de octubre de 2017 | -                           |

| AD. Colorado Corredores | 7 - 1 | AD. La Virgen del Sur | 5 de noviembre de 2017 | Cancha de Colorado        |
| AD Golfito Zona Sur     | 5 - 0 | AD. Bambel Zona Sur   | 5 de noviembre de 2017 | Estadio Fortunato Atencio |
| Municipal Coto Brus     | Libre | -                     | 5 de noviembre de 2017 | -                         |

| AD Golfito Zona Sur     | 5 - 0         | Municipal Coto Brus   | 12 de noviembre de 2017 | Estadio Fortunato Atencio           |
| AD. Bambel Zona Sur     | No Programado | AD. La Virgen del Sur | 12 de noviembre de 2017 | Polideportivo de Río Claro, Golfito |
| AD. Colorado Corredores | Libre         | -                     | 12 de noviembre de 2017 | -                                   |

| AD Golfito Zona Sur   | 0 - 0     | AD. Colorado Corredores | 19 de noviembre de 2017 | Estadio Fortunato Atencio           |
| AD. Bambel Zona Sur   | 1 - 2     | Municipal Coto Brus     | 19 de noviembre de 2017 | Polideportivo de Río Claro, Golfito |
| AD. La Virgen del Sur | Se Retiró | -                       | 19 de noviembre de 2017 | -                                   |

| AD. Colorado Corredores | 4 - 1         | AD. Bambel Zona Sur   | 26 de noviembre de 2017 | Cancha de Colorado |
| Municipal Coto Brus     | No Programado | AD. La Virgen del Sur | 26 de noviembre de 2017 | N/D                |
| AD Golfito Zona Sur     | Libre         | -                     | 26 de noviembre de 2017 | -                  |

| AD. Colorado Corredores | 1 - 1         | Municipal Coto Brus | 10 de diciembre de 2017 | Cancha de Colorado |
| AD. La Virgen del Sur   | No Programado | AD Golfito Zona Sur | 10 de diciembre de 2017 | N/D                |
| AD. Bambel Zona Sur     | Libre         | -                   | 10 de diciembre de 2017 | -                  |

| AD. Bambel Zona Sur   | Suspendido    | AD Golfito Zona Sur     | 17 de diciembre de 2017 | Polideportivo de Río Claro, Golfito |
| AD. La Virgen del Sur | No Programado | AD. Colorado Corredores | 17 de diciembre de 2017 | N/D                                 |
| Municipal Coto Brus   | Libre         | -                       | 17 de diciembre de 2017 | -                                   |

#### Subgrupo "B"
|  |    | Equipo                     | PJ | G | E | P | GF | GC | Dif | Pts |
|  | -- | -------------------------- | -- | - | - | - | -- | -- | --- | --- |
|  | 1. | Osa Club de Fútbol         | 11 | 8 | 1 | 2 | 24 | 10 | +14 | 25  |
|  | 2. | Municipal Quepos           | 11 | 5 | 2 | 4 | 21 | 19 | +2  | 17  |
|  | 3. | La Makina FC Pezeteña      | 11 | 4 | 3 | 4 | 19 | 19 | 0   | 15  |
|  | 4. | Deportivo Kambute          | 11 | 2 | 4 | 5 | 10 | 20 | -10 | 10  |
|  | 5. | AD. Garabito (**)          | 8  | 1 | 2 | 4 | 6  | 12 | -6  | 5   |
|  | 6. | AD. Parrita Zona Sur (***) | -  | - | - | - | -  | -  | -   | -   |

(***) Equipo expulsado del Torneo luego de dos incomparecencias al inicio del Torneo. 
(**) Equipo se retiró del Torneo por problemas económicos.
| Municipal Quepos      | 1 - 1       | Deportivo Kambute    | 20 de agosto de 2017 | Cancha de Finca Damas, Quepos        |
| Osa CF                | 2 - 0       | AD. Garabito         | 20 de agosto de 2017 | Estadio Municipal de Ciudad Cortés   |
| La Makina FC Pezeteña | Anulado (*) | AD. Parrita Zona Sur | 20 de agosto de 2017 | Polidep. Alex Sánchez, San Isidro PZ |

| Deportivo Kambute    | 2 - 3         | La Makina FC Pezeteña | 27 de agosto de 2017 | Cancha de Finca Damas, Quepos |
| AD. Garabito         | 1 - 2         | Municipal Quepos      | 27 de agosto de 2017 | Estadio Municipal de Garabito |
| AD. Parrita Zona Sur | No Programado | Osa CF                | 27 de agosto de 2017 | Estadio Municipal de Parrita  |

| Osa CF           | 0 - 1         | La Makina FC Pezeteña | 3 de septiembre de 2017 | Estadio Municipal de Ciudad Cortés |
| AD. Garabito     | 1 - 0         | Deportivo Kambute     | 3 de septiembre de 2017 | Estadio Municipal de Garabito      |
| Municipal Quepos | No Programado | AD. Parrita Zona Sur  | 3 de septiembre de 2017 | N/D                                |

| Municipal Quepos      | 0 - 1         | Osa CF            | 10 de septiembre de 2017 | Cancha de Finca Damas, Quepos        |
| La Makina FC Pezeteña | 0 - 0         | AD. Garabito      | 10 de septiembre de 2017 | Polidep. Alex Sánchez, San Isidro PZ |
| AD. Parrita Zona Sur  | No Programado | Deportivo Kambute | 10 de septiembre de 2017 | N/D                                  |

| La Makina FC Pezeteña | 3 - 4         | Municipal Quepos     | 17 de septiembre de 2017 | Polidep. Alex Sánchez, San Isidro PZ |
| Deportivo Kambute     | 1 - 1         | Osa CF               | 17 de septiembre de 2017 | Cancha de Finca Damas, Quepos        |
| AD. Garabito          | No Programado | AD. Parrita Zona Sur | 17 de septiembre de 2017 | N/D                                  |

| Deportivo Kambute    | 0 - 4         | Municipal Quepos      | 24 de septiembre de 2017 | Cancha de Finca Damas, Quepos |
| AD. Garabito         | 2 - 3         | Osa CF                | 24 de septiembre de 2017 | Estadio Municipal de Garabito |
| AD. Parrita Zona Sur | No Programado | La Makina FC Pezeteña | 24 de septiembre de 2017 | N/D                           |

| La Makina FC Pezeteña | 0 - 1         | Deportivo Kambute    | 1 de octubre de 2017 | Polidep. Alex Sánchez, San Isidro PZ |
| Municipal Quepos      | 2 - 0         | AD. Garabito         | 1 de octubre de 2017 | Cancha de Finca Damas, Quepos        |
| Osa CF                | No Programado | AD. Parrita Zona Sur | 1 de octubre de 2017 | N/D                                  |

| La Makina FC Pezeteña | 3 - 1         | Osa CF               | 22 de octubre de 2017 | Polidep. Alex Sánchez, San Isidro PZ |
| Deportivo Kambute     | 0 - 0         | AD. Garabito         | 22 de octubre de 2017 | Cancha de Finca Damas, Quepos        |
| Municipal Quepos      | No Programado | AD. Parrita Zona Sur | 22 de octubre de 2017 | N/D                                  |

| Osa CF            | 3 - 0         | Municipal Quepos      | 29 de octubre de 2017 | Estadio Municipal de Ciudad Cortés |
| AD. Garabito      | 2 - 3         | La Makina FC Pezeteña | 29 de octubre de 2017 | Estadio Municipal de Garabito      |
| Deportivo Kambute | No Programado | AD. Parrita Zona Sur  | 29 de octubre de 2017 | N/D                                |

| Municipal Quepos     | 1 - 1         | La Makina FC Pezeteña | 5 de noviembre de 2017 | Cancha de Finca Damas, Quepos      |
| Osa CF               | 2 - 0         | Deportivo Kambute     | 5 de noviembre de 2017 | Estadio Municipal de Ciudad Cortés |
| AD. Parrita Zona Sur | No Programado | AD. Garabito          | 5 de noviembre de 2017 | N/D                                |

| Municipal Quepos      | 1 - 2         | Deportivo Kambute    | 12 de noviembre de 2017 | Cancha de Finca Damas, Quepos      |
| Osa CF                | Anulado (*)   | AD. Garabito         | 12 de noviembre de 2017 | Estadio Municipal de Ciudad Cortés |
| La Makina FC Pezeteña | No Programado | AD. Parrita Zona Sur | 12 de noviembre de 2017 | N/D                                |

| Deportivo Kambute    | 1 - 1         | La Makina FC Pezeteña | 19 de noviembre de 2017 | Cancha de Finca Damas, Quepos |
| AD. Garabito         | Anulado (*)   | Municipal Quepos      | 19 de noviembre de 2017 | Estadio Municipal de Garabito |
| AD. Parrita Zona Sur | No Programado | Osa CF                | 19 de noviembre de 2017 | N/D                           |

| Osa CF           | 2 - 1             | La Makina FC Pezeteña | 26 de noviembre de 2017 | Estadio Municipal de Ciudad Cortés |
| AD. Garabito     | No Programado (*) | Deportivo Kambute     | 26 de noviembre de 2017 | Estadio Municipal de Garabito      |
| Municipal Quepos | No Programado     | AD. Parrita Zona Sur  | 26 de noviembre de 2017 | N/D                                |

| Municipal Quepos      | 2 - 4         | Osa CF            | 10 de diciembre de 2017 | Cancha de Finca Damas, Quepos |
| La Makina FC Pezeteña | No Programado | AD. Garabito      | 10 de diciembre de 2017 | N/D                           |
| AD. Parrita Zona Sur  | No Programado | Deportivo Kambute | 10 de diciembre de 2017 | N/D                           |

| La Makina FC Pezeteña | 3 - 4         | Municipal Quepos     | 17 de diciembre de 2017 | Polidep. Alex Sánchez, San Isidro PZ |
| Deportivo Kambute     | 0 - 5         | Osa CF               | 17 de diciembre de 2017 | Cancha de Finca Damas, Quepos        |
| AD. Garabito          | No Programado | AD. Parrita Zona Sur | 17 de diciembre de 2017 | N/D                                  |

### Grupo J:Guanacaste
|  |    | Equipo                     | PJ | G | E | P  | GF | GC | Dif | Pts |
|  | -- | -------------------------- | -- | - | - | -- | -- | -- | --- | --- |
|  | 1. | Deportivo Upala FC         | 13 | 9 | 4 | 0  | 42 | 15 | +25 | 31  |
|  | 2. | Deportivo Nimboyore        | 13 | 7 | 2 | 4  | 27 | 17 | +10 | 23  |
|  | 3. | CCDR Abangares             | 13 | 7 | 1 | 5  | 39 | 35 | +4  | 22  |
|  | 4. | Atlético Coco              | 13 | 6 | 3 | 4  | 20 | 19 | +1  | 21  |
|  | 5. | La Colmena (CCDR Carrillo) | 13 | 6 | 3 | 4  | 25 | 18 | +7  | 21  |
|  | 6. | Liceo de Santa Cruz        | 13 | 6 | 0 | 7  | 28 | 32 | -4  | 18  |
|  | 7. | FC San Martín de Nicoya    | 13 | 1 | 0 | 12 | 18 | 48 | -30 | 3   |
|  | 8. | AD Cuajiniquil (**)        | 7  | 0 | 1 | 6  | 7  | 26 | -19 | 1   |

(**): Equipo se retiró del Torneo por problemas con su sede. 
Atlético Coco obtuvo mejores resultados en sus duelos particulares contra La Colmena (CCDR Carrillo)

| La Colmena          | 1 - 1 | Atlético Coco       | 20 de agosto de 2017 | Estadio Municipal de Carrillo   |
| CCDR Abangares      | 2 - 2 | Deportivo Upala FC  | 20 de agosto de 2017 | Cancha Municipal de Abangares   |
| FC San Martín       | 2 - 3 | Liceo de Santa Cruz | 20 de agosto de 2017 | Cancha de Bº San Martín, Nicoya |
| Deportivo Nimboyore | 4 - 1 | AD. Cuajiniquil     | 20 de agosto de 2017 | Cancha Porte Golpe, Nicoya      |

| Liceo de Santa Cruz | 4 - 5 | CCDR Abangares      | 27 de agosto de 2017 | Cancha del Liceo de Santa Cruz  |
| Deportivo Upala FC  | 2 - 2 | La Colmena          | 27 de agosto de 2017 | Cancha de Llano Azul, Upala     |
| FC San Martín       | 0 - 2 | Deportivo Nimboyore | 27 de agosto de 2017 | Cancha de Bº San Martín, Nicoya |
| Atlético Coco       | 1 - 1 | AD. Cuajiniquil     | 27 de agosto de 2017 | Cancha Playas del Coco          |

| La Colmena          | 2 - 2 | Liceo de Santa Cruz | 3 de septiembre de 2017 | Estadio Municipal de Carrillo  |
| CCDR Abangares      | 6 - 4 | FC San Martín       | 3 de septiembre de 2017 | Cancha Municipal de Abangares  |
| Deportivo Nimboyore | 1 - 2 | Atlético Coco       | 3 de septiembre de 2017 | Cancha Porte Golpe, Nicoya     |
| AD. Cuajiniquil     | 0 - 6 | Deportivo Upala FC  | 3 de septiembre de 2017 | Cancha de Cuajiniquil, La Cruz |

| FC San Martín       | 2 - 3 | La Colmena          | 10 de septiembre de 2017 | Cancha de Bº San Martín, Nicoya |
| Deportivo Upala FC  | 3 - 3 | Atlético Coco       | 10 de septiembre de 2017 | Cancha de Llano Azul, Upala     |
| CCDR Abangares      | 2 - 1 | Deportivo Nimboyore | 10 de septiembre de 2017 | Cancha Municipal de Abangares   |
| Liceo de Santa Cruz | 2 - 0 | AD. Cuajiniquil     | 10 de septiembre de 2017 | Cancha del Liceo de Santa Cruz  |

| Atlético Coco       | 2 - 1 | Liceo de Santa Cruz | 17 de septiembre de 2017 | Estadio Municipal de Carrillo  |
| La Colmena          | 2 - 3 | CCDR Abangares      | 17 de septiembre de 2017 | Estadio Municipal de Carrillo  |
| Deportivo Nimboyore | 1 - 2 | Deportivo Upala FC  | 17 de septiembre de 2017 | Cancha Porte Golpe, Nicoya     |
| AD. Cuajiniquil     | 1 - 3 | FC San Martín       | 17 de septiembre de 2017 | Cancha de Cuajiniquil, La Cruz |

| FC San Martín       | 1 - 3 | Atlético Coco       | 24 de septiembre de 2017 | Cancha de Bº San Martín, Nicoya |
| Liceo de Santa Cruz | 2 - 5 | Deportivo Upala FC  | 15 de octubre de 2017    | Cancha del Liceo de Santa Cruz  |
| La Colmena          | 2 - 1 | Deportivo Nimboyore | 24 de septiembre de 2017 | Estadio Municipal de Carrillo   |
| CCDR Abangares      | 8 - 4 | AD. Cuajiniquil     | 24 de septiembre de 2017 | Cancha Municipal de Abangares   |

| Deportivo Upala FC  | 4 - 0     | FC San Martín       | 1 de octubre de 2017 | Cancha de Llano Azul, Upala    |
| Atlético Coco       | 0 - 4     | CCDR Abangares      | 1 de octubre de 2017 | Estadio Municipal de Carrillo  |
| Deportivo Nimboyore | 4 - 3     | Liceo de Santa Cruz | 1 de octubre de 2017 | Cancha Porte Golpe, Nicoya     |
| AD. Cuajiniquil     | 0 - 2 (*) | La Colmena          | 1 de octubre de 2017 | Cancha de Cuajiniquil, La Cruz |

| Atlético Coco       | 1 - 0         | La Colmena          | 29 de octubre de 2017 | Estadio Municipal de Carrillo  |
| Deportivo Upala FC  | 2 - 1         | CCDR Abangares      | 29 de octubre de 2017 | Cancha de Llano Azul, Upala    |
| Liceo de Santa Cruz | 2 - 0         | FC San Martín       | 29 de octubre de 2017 | Cancha del Liceo de Santa Cruz |
| AD. Cuajiniquil     | No Programado | Deportivo Nimboyore | 29 de octubre de 2017 | N/D                            |

| CCDR Abangares      | 3 - 4         | Liceo de Santa Cruz | 5 de noviembre de 2017 | Cancha Municipal de Abangares |
| La Colmena          | 1 - 3         | Deportivo Upala FC  | 5 de noviembre de 2017 | Estadio Municipal de Carrillo |
| Deportivo Nimboyore | 2 - 1         | FC San Martín       | 5 de noviembre de 2017 | Cancha Porte Golpe, Nicoya    |
| AD. Cuajiniquil     | No Programado | Atlético Coco       | 5 de noviembre de 2017 | N/D                           |

| Liceo de Santa Cruz | 3 - 2         | La Colmena          | 12 de noviembre de 2017 | Estadio Cacique Diriá, Sta Cruz |
| FC San Martín       | 3 - 4         | CCDR Abangares      | 12 de noviembre de 2017 | Estadio Chorotega, Nicoya       |
| Atlético Coco       | 0 - 2         | Deportivo Nimboyore | 12 de noviembre de 2017 | Estadio Municipal de Carrillo   |
| Deportivo Upala FC  | No Programado | AD. Cuajiniquil     | 12 de noviembre de 2017 | N/D                             |

| La Colmena          | 4 - 0         | FC San Martín       | 19 de noviembre de 2017 | Estadio Municipal de Carrillo |
| Atlético Coco       | 0 - 2         | Deportivo Upala FC  | 19 de noviembre de 2017 | Estadio Municipal de Carrillo |
| Deportivo Nimboyore | 4 - 0         | CCDR Abangares      | 19 de noviembre de 2017 | Cancha Porte Golpe, Nicoya    |
| AD. Cuajiniquil     | No Programado | Liceo de Santa Cruz | 19 de noviembre de 2017 | ND                            |

| Liceo de Santa Cruz | 3 - 2         | Atlético Coco       | 26 de noviembre de 2017 | Cancha del Liceo de Santa Cruz |
| CCDR Abangares      | 1 - 3         | La Colmena          | 26 de noviembre de 2017 | Cancha Municipal de Abangares  |
| Deportivo Upala FC  | 2 - 2         | Deportivo Nimboyore | 26 de noviembre de 2017 | Cancha de Llano Azul, Upala    |
| FC San Martín       | No Programado | AD. Cuajiniquil     | 26 de noviembre de 2017 | N/D                            |

| Atlético Coco       | 3 - 0         | FC San Martín       | 10 de diciembre de 2017 | Estadio Municipal de Carrillo |
| Deportivo Upala FC  | 2 - 0         | Liceo de Santa Cruz | 10 de diciembre de 2017 | Cancha de Llano Azul, Upala   |
| Deportivo Nimboyore | 1 - 1         | La Colmena          | 10 de diciembre de 2017 | Cancha Polidep. de Cartagena  |
| CCDR Abangares      | No Programado | AD. Cuajiniquil     | 10 de diciembre de 2017 | N/D                           |

| FC San Martín       | 1 - 7         | Deportivo Upala FC  | 17 de diciembre de 2017 | Cancha de Bº San Martín, Nicoya |
| CCDR Abangares      | 0 - 2         | Atlético Coco       | 17 de diciembre de 2017 | Cancha Municipal de Abangares   |
| Liceo de Santa Cruz | 1 - 2         | Deportivo Nimboyore | 17 de diciembre de 2017 | Cancha del Liceo de Santa Cruz  |
| La Colmena          | No Programado | AD. Cuajiniquil     | 17 de diciembre de 2017 | N/D                             |

## Segunda Fase

### Cuadrangulares

#### Cuadrangular Uno
|  |    | Equipo           | PJ | G | E | P | GF | GC | Dif | Pts |
|  | -- | ---------------- | -- | - | - | - | -- | -- | --- | --- |
|  | 1. | Municipal Guarco | 6  | 3 | 2 | 1 | 10 | 7  | +3  | 11  |
|  | 2. | Ciruelas FC      | 6  | 2 | 2 | 2 | 13 | 11 | +2  | 8   |
|  | 3. | CCDR. Curridabat | 6  | 1 | 4 | 1 | 9  | 9  | 0   | 7   |
|  | 4. | Four Can FC      | 6  | 1 | 2 | 3 | 7  | 12 | -5  | 5   |

| Ciruelas FC | 2 - 2 | CCDR. Curridabat | 7 de enero de 2018 | Cancha Las Vueltas de Guácima, Alajuela |
| Four Can FC | 0 - 1 | Municipal Guarco | 7 de enero de 2018 | Cancha de San Isidro, Alajuela          |

| CCDR. Curridabat | 1 - 1 | Four Can FC | 14 de enero de 2018 | Estadio Lito Monge         |
| Municipal Guarco | 3 - 1 | Ciruelas FC | 14 de enero de 2018 | Cancha de Tejar del Guarco |

| Municipal Guarco | 2 - 1 | CCDR. Curridabat | 21 de enero de 2018 | Cancha de Tejar del Guarco     |
| Four Can FC      | 3 - 1 | Ciruelas FC      | 21 de enero de 2018 | Cancha de San Isidro, Alajuela |

| CCDR. Curridabat | 2 - 2 | Ciruelas FC | 28 de enero de 2018 | Estadio Lito Monge         |
| Municipal Guarco | 2 - 2 | Four Can FC | 28 de enero de 2018 | Cancha de Tejar del Guarco |

| Four Can FC | 1 - 2 | CCDR. Curridabat | 25 de febrero de 2018 | Cancha de San Isidro, Alajuela          |
| Ciruelas FC | 2 - 1 | Municipal Guarco | 25 de febrero de 2018 | Cancha Las Vueltas de Guácima, Alajuela |

| CCDR. Curridabat | 1 - 1 | Municipal Guarco | 18 de marzo de 2018 | Estadio Lito Monge                      |
| Ciruelas FC      | 5 - 0 | Four Can FC      | 18 de marzo de 2018 | Cancha Las Vueltas de Guácima, Alajuela |

#### Cuadrangular Dos
|  |    | Equipo                  | PJ | G | E | P | GF | GC | Dif | Pts |
|  | -- | ----------------------- | -- | - | - | - | -- | -- | --- | --- |
|  | 1. | AD. Alianza Pococí FC   | 6  | 6 | 0 | 0 | 17 | 7  | +10 | 18  |
|  | 2. | AD San Pablo Chirripó   | 6  | 3 | 0 | 3 | 15 | 14 | +1  | 9   |
|  | 3. | AD. Fútbol de Siquirres | 6  | 3 | 0 | 3 | 8  | 7  | +1  | 9   |
|  | 4. | AD Barrealeña           | 6  | 0 | 0 | 6 | 3  | 15 | -12 | 0   |

| AD. Alianza Pococí FC   | 1 - 0 | AD Barrealeña         | 7 de enero de 2018    | Estadio Ebal Rodríguez, Guápiles |
| AD. Fútbol de Siquirres | 1 - 0 | AD San Pablo Chirripó | 11 de febrero de 2018 | Cancha de Siquirres (Centro)     |

| AD San Pablo Chirripó | 2 - 3 | AD. Alianza Pococí FC   | 18 de febrero de 2018 | Cancha Los Expresidentes   |
| AD Barrealeña         | 0 - 2 | AD. Fútbol de Siquirres | 18 de febrero de 2018 | Cancha de Barreal, Heredia |

| AD. Alianza Pococí FC | 1 - 0 | AD. Fútbol de Siquirres | 21 de enero de 2018 | Estadio Ebal Rodríguez, Guápiles |
| AD Barrealeña         | 2 - 3 | AD San Pablo Chirripó   | 21 de enero de 2018 | Cancha de Barreal, Heredia       |

| AD Barrealeña         | 0 - 2 | AD. Alianza Pococí FC   | 28 de enero de 2018 | Cancha de Barreal, Heredia |
| AD San Pablo Chirripó | 2 - 1 | AD. Fútbol de Siquirres | 28 de enero de 2018 | Cancha Los Expresidentes   |

| AD. Alianza Pococí FC   | 6 - 2 | AD San Pablo Chirripó | 25 de febrero de 2018 | Estadio Ebal Rodríguez, Guápiles |
| AD. Fútbol de Siquirres | 1 - 0 | AD Barrealeña         | 25 de febrero de 2018 | Cancha de Siquirres (Centro)     |

| AD. Fútbol de Siquirres | 3 - 4 | AD. Alianza Pococí FC | 18 de marzo de 2018 | Cancha de Siquirres (Centro) |
| AD San Pablo Chirripó   | 6 - 1 | AD Barrealeña         | 18 de marzo de 2018 | Cancha Los Expresidentes     |

#### Cuadrangular Tres
|  |    | Equipo                  | PJ | G | E | P | GF | GC | Dif | Pts |
|  | -- | ----------------------- | -- | - | - | - | -- | -- | --- | --- |
|  | 1. | Desamparados FC         | 6  | 5 | 1 | 0 | 16 | 7  | +9  | 16  |
|  | 2. | ADR Esparza             | 6  | 4 | 1 | 1 | 17 | 7  | +10 | 13  |
|  | 3. | Hamburgo FC (Los Guido) | 6  | 2 | 0 | 4 | 8  | 16 | -8  | 6   |
|  | 4. | AD. Isla Venado         | 6  | 0 | 0 | 6 | 3  | 14 | -11 | 0   |

| AD. Isla Venado | 1 - 2 | Desamparados FC | 7 de enero de 2018 | Cancha La Florida          |
| ADR Esparza     | 6 - 1 | Hamburgo FC     | 7 de enero de 2018 | Cancha Los Nances, Esparza |

| Hamburgo FC     | 2 - 0(*) | AD. Isla Venado | 18 de febrero de 2018 | Estadio ST. Center, Aserrí       |
| Desamparados FC | 3 - 2    | ADR Esparza     | 14 de enero de 2018   | Estadio Cuty Monge, Desamparados |

| ADR Esparza | 3 - 1 | AD. Isla Venado | 21 de enero de 2018 | Cancha Los Nances, Esparza |
| Hamburgo FC | 1 - 3 | Desamparados FC | 21 de enero de 2018 | Estadio ST. Center, Aserrí |

| Desamparados FC | 3 - 1 | AD. Isla Venado | 28 de enero de 2018 | Estadio Cuty Monge, Desamparados  |
| Hamburgo FC     | 1 - 3 | ADR Esparza     | 28 de enero de 2018 | Cancha de Gravilias, Desamparados |

| AD. Isla Venado | 0 - 2 (*) | Hamburgo FC     | 25 de febrero de 2018 | Cancha La Florida          |
| ADR Esparza     | 1 - 1     | Desamparados FC | 25 de febrero de 2018 | Cancha Los Nances, Esparza |

| AD. Isla Venado | 0 - 2 | ADR Esparza | 18 de marzo de 2018 | Cancha La Florida                |
| Desamparados FC | 4 - 1 | Hamburgo FC | 18 de marzo de 2018 | Estadio Cuty Monge, Desamparados |

#### Cuadrangular Cuatro
|  |    | Equipo             | PJ | G | E | P | GF | GC | Dif | Pts |
|  | -- | ------------------ | -- | - | - | - | -- | -- | --- | --- |
|  | 1. | Pavas FC           | 6  | 3 | 2 | 1 | 17 | 8  | +9  | 11  |
|  | 2. | Osa Club de Fútbol | 6  | 2 | 3 | 1 | 12 | 12 | 0   | 9   |
|  | 3. | Municipal Quepos   | 6  | 2 | 1 | 3 | 5  | 12 | -7  | 7   |
|  | 4. | Microfútbol Tibás  | 6  | 1 | 2 | 3 | 6  | 9  | -3  | 5   |

| Osa CF           | 1 - 1 | Pavas FC          | 7 de enero de 2018 | Estadio Municipal de Ciudad Cortés |
| Municipal Quepos | 1 - 0 | Microfútbol Tibás | 7 de enero de 2018 | Cancha de Finca Damas, Quepos      |

| Pavas FC          | 5 - 0 | Municipal Quepos | 14 de enero de 2018 | Estadio Ernesto Rohrmoser     |
| Microfútbol Tibás | 0 - 1 | Osa CF           | 14 de enero de 2018 | Estadio El Labrador, Coronado |

| Microfútbol Tibás | 2 - 1 | Pavas FC | 21 de enero de 2018 | Estadio El Labrador, Coronado |
| Municipal Quepos  | 2 - 0 | Osa CF   | 21 de enero de 2018 | Cancha de Finca Damas, Quepos |

| Pavas FC          | 4 - 4 | Osa CF           | 28 de enero de 2018 | Estadio Ernesto Rohrmoser |
| Microfútbol Tibás | 0 - 0 | Municipal Quepos | 28 de enero de 2018 | Estadio Sanjuañeno        |

| Municipal Quepos | 0 - 4 | Pavas FC          | 25 de febrero de 2018 | Cancha de Finca Damas, Quepos      |
| Osa CF           | 3 - 3 | Microfútbol Tibás | 25 de febrero de 2018 | Estadio Municipal de Ciudad Cortés |

| Pavas FC | 3 - 1 | Microfútbol Tibás | 18 de marzo de 2018 | Estadio Ernesto Rohrmoser          |
| Osa CF   | 3 - 2 | Municipal Quepos  | 18 de marzo de 2018 | Estadio Municipal de Ciudad Cortés |

#### Cuadrangular Cinco
|  |    | Equipo                   | PJ | G | E | P | GF | GC | Dif | Pts |
|  | -- | ------------------------ | -- | - | - | - | -- | -- | --- | --- |
|  | 1. | AD. Zaragoza Palmares FC | 6  | 3 | 1 | 2 | 10 | 9  | +1  | 10  |
|  | 2. | Atlético Coco            | 6  | 3 | 1 | 2 | 8  | 9  | -1  | 10  |
|  | 3. | AD. Rosario (Naranjo)    | 6  | 2 | 2 | 2 | 6  | 6  | 0   | 8   |
|  | 4. | Deportivo Nimboyore      | 6  | 1 | 2 | 3 | 7  | 7  | 0   | 5   |

| Deportivo Nimboyore | 1 - 2 | AD. Zaragoza Palmares FC | 7 de enero de 2018 | Cancha Porte Golpe, Nicoya |
| Atlético Coco       | 1 - 0 | AD. Rosario              | 7 de enero de 2018 | Cancha Playas del Coco     |

| AD. Rosario              | 0 - 0 | Deportivo Nimboyore | 14 de enero de 2018 | Estadio San Miguel, Naranjo  |
| AD. Zaragoza Palmares FC | 3 - 2 | Atlético Coco       | 14 de enero de 2018 | Cancha de Zaragoza, Palmares |

| Atlético Coco | 2 - 1 | Deportivo Nimboyore      | 21 de enero de 2018 | Cancha Playas del Coco      |
| AD. Rosario   | 3 - 1 | AD. Zaragoza Palmares FC | 21 de enero de 2018 | Estadio San Miguel, Naranjo |

| AD. Zaragoza Palmares FC | 1 - 1 | Deportivo Nimboyore | 28 de enero de 2018 | Cancha de Zaragoza, Palmares |
| AD. Rosario              | 1 - 1 | Atlético Coco       | 28 de enero de 2018 | Estadio San Miguel, Naranjo  |

| Deportivo Nimboyore | 1 - 2 | AD. Rosario              | 25 de febrero de 2018 | Cancha Porte Golpe, Nicoya |
| Atlético Coco       | 2 - 1 | AD. Zaragoza Palmares FC | 25 de febrero de 2018 | Cancha Playas del Coco     |

| Deportivo Nimboyore      | 3 - 0 | Atlético Coco | 18 de marzo de 2018 | Cancha Porte Golpe, Nicoya   |
| AD. Zaragoza Palmares FC | 2 - 0 | AD. Rosario   | 18 de marzo de 2018 | Cancha de Zaragoza, Palmares |

#### Cuadrangular Seis
|  |    | Equipo              | PJ | G | E | P | GF | GC | Dif | Pts |
|  | -- | ------------------- | -- | - | - | - | -- | -- | --- | --- |
|  | 1. | Selección de Canoas | 6  | 3 | 1 | 2 | 16 | 12 | +4  | 10  |
|  | 2. | AD Tirrases         | 6  | 3 | 1 | 2 | 15 | 15 | 0   | 10  |
|  | 3. | AF Lankester 1943   | 6  | 2 | 3 | 1 | 9  | 6  | +3  | 9   |
|  | 4. | AD. Sarchí          | 6  | 1 | 1 | 4 | 10 | 17 | -7  | 4   |

| AF Lankester 1943 | 2 - 3 | Selección de Canoas | 7 de enero de 2018 | Cancha de Dulce Nombre, Cartago |
| AD Tirrases       | 3 - 2 | AD. Sarchí          | 7 de enero de 2018 | Estadio Lito Monge              |

| AD. Sarchí          | 0 - 3 | AF Lankester 1943 | 14 de enero de 2018 | Estadio Eliécer Pérez Conejo |
| Selección de Canoas | 7 - 3 | AD Tirrases       | 14 de enero de 2018 | Cancha de Canoas, Alajuela   |

| AD Tirrases | 0 - 0 | AF Lankester 1943   | 21 de enero de 2018 | Estadio Lito Monge           |
| AD. Sarchí  | 2 - 1 | Selección de Canoas | 21 de enero de 2018 | Estadio Eliécer Pérez Conejo |

| Selección de Canoas | 0 - 0 | AF Lankester 1943 | 28 de enero de 2018 | Cancha de Canoas, Alajuela   |
| AD. Sarchí          | 3 - 4 | AD Tirrases       | 28 de enero de 2018 | Estadio Eliécer Pérez Conejo |

| AF Lankester 1943 | 1 - 1 | AD. Sarchí          | 25 de febrero de 2018 | Cancha de Dulce Nombre, Cartago |
| AD Tirrases       | 3 - 0 | Selección de Canoas | 25 de febrero de 2018 | Estadio Lito Monge              |

| AF Lankester 1943   | 3 - 2 | AD Tirrases | 18 de marzo de 2018 | Cancha de Dulce Nombre, Cartago |
| Selección de Canoas | 5 - 2 | AD. Sarchí  | 18 de marzo de 2018 | Cancha de Canoas, Alajuela      |

#### Cuadrangular Siete
|  |    | Equipo                      | PJ | G | E | P | GF | GC | Dif | Pts |
|  | -- | --------------------------- | -- | - | - | - | -- | -- | --- | --- |
|  | 1. | AD Santo Domingo            | 6  | 3 | 1 | 2 | 12 | 9  | +3  | 10  |
|  | 2. | Limón FC                    | 6  | 2 | 2 | 2 | 12 | 7  | +5  | 8   |
|  | 3. | Fusión Pto. Viejo Sarapiquí | 6  | 2 | 2 | 2 | 9  | 13 | -4  | 8   |
|  | 4. | ASD. El Cairo               | 6  | 1 | 3 | 2 | 7  | 11 | -4  | 6   |

| AD Santo Domingo            | 2 - 1 | Limón FC      | 7 de enero de 2018 | Estadio de Concepción, San Isidro |
| Fusión Pto. Viejo Sarapiquí | 2 - 2 | ASD. El Cairo | 7 de enero de 2018 | Estadio La Virgen, Sarapiquí      |

| ASD. El Cairo | 0 - 3 | AD Santo Domingo            | 11 de febrero de 2018 | Cancha de El Cairo, Siquirres |
| Limón FC      | 4 - 0 | Fusión Pto. Viejo Sarapiquí | 14 de enero de 2018   | Estadio Juan Gobán, Limón     |

| Fusión Pto. Viejo Sarapiquí | 3 - 2 | AD Santo Domingo | 21 de enero de 2018   | Estadio La Virgen, Sarapiquí  |
| ASD. El Cairo               | 2 - 2 | Limón FC         | 18 de febrero de 2018 | Cancha de El Cairo, Siquirres |

| Limón FC      | 3 - 0 | AD Santo Domingo            | 28 de enero de 2018 | Estadio Juan Gobán, Limón     |
| ASD. El Cairo | 2 - 0 | Fusión Pto. Viejo Sarapiquí | 28 de enero de 2018 | Cancha de El Cairo, Siquirres |

| AD Santo Domingo            | 4 - 1 | ASD. El Cairo | 25 de febrero de 2018 | Estadio de Concepción, San Isidro |
| Fusión Pto. Viejo Sarapiquí | 3 - 2 | Limón FC      | 25 de febrero de 2018 | Estadio La Virgen, Sarapiquí      |

| AD Santo Domingo | 1 - 1 | Fusión Pto. Viejo Sarapiquí | 18 de marzo de 2018 | Estadio de Concepción, San Isidro |
| Limón FC         | 0 - 0 | ASD. El Cairo               | 18 de marzo de 2018 | Estadio Juan Gobán, Limón         |

#### Cuadrangular Ocho
|  |    | Equipo             | PJ | G | E | P | GF | GC | Dif | Pts |
|  | -- | ------------------ | -- | - | - | - | -- | -- | --- | --- |
|  | 1. | Hojancheña FC      | 6  | 3 | 2 | 1 | 14 | 10 | +4  | 11  |
|  | 2. | AFC Gallada        | 6  | 2 | 2 | 2 | 15 | 13 | +2  | 8   |
|  | 3. | San Luis FC        | 6  | 2 | 1 | 3 | 11 | 11 | 0   | 7   |
|  | 4. | Academia de Acosta | 6  | 1 | 3 | 2 | 11 | 17 | -6  | 6   |

| AFC Gallada        | 2 - 3 | Hojancheña FC | 7 de enero de 2018 | Cancha Plazoleta, San Antonio  |
| Academia de Acosta | 1 - 5 | San Luis FC   | 7 de enero de 2018 | Estadio Felipe Monge, Chirraca |

| San Luis FC   | 2 - 2 | AFC Gallada        | 14 de enero de 2018 | Estadio Lito Pérez, Puntarenas |
| Hojancheña FC | 2 - 2 | Academia de Acosta | 14 de enero de 2018 | Cancha La Gran Vía, Hojancha   |

| Academia de Acosta | 3 - 3 | AFC Gallada   | 21 de enero de 2018 | Estadio Felipe Monge, Chirraca |
| San Luis FC        | 3 - 1 | Hojancheña FC | 21 de enero de 2018 | Estadio Lito Pérez, Puntarenas |

| Hojancheña FC | 3 - 0 | AFC Gallada        | 28 de enero de 2018 | Cancha La Gran Vía, Hojancha   |
| San Luis FC   | 0 - 1 | Academia de Acosta | 28 de enero de 2018 | Estadio Lito Pérez, Puntarenas |

| AFC Gallada        | 3 - 0 | San Luis FC   | 25 de febrero de 2018 | Cancha Plazoleta, San Antonio  |
| Academia de Acosta | 2 - 2 | Hojancheña FC | 25 de febrero de 2018 | Estadio Felipe Monge, Chirraca |

| AFC Gallada   | 5 - 2 | Academia de Acosta | 18 de marzo de 2018 | Cancha Plazoleta, San Antonio |
| Hojancheña FC | 3 - 1 | San Luis FC        | 18 de marzo de 2018 | Cancha La Gran Vía, Hojancha  |

#### Cuadrangular Nueve
|  |    | Equipo                  | PJ | G | E | P | GF | GC | Dif | Pts |
|  | -- | ----------------------- | -- | - | - | - | -- | -- | --- | --- |
|  | 1. | AD Golfito Zona Sur     | 6  | 3 | 3 | 0 | 18 | 10 | +8  | 12  |
|  | 2. | Pozos FC                | 6  | 2 | 3 | 1 | 12 | 9  | +4  | 9   |
|  | 3. | AD. Colorado Corredores | 6  | 2 | 2 | 2 | 9  | 10 | -1  | 8   |
|  | 4. | UD Puriscal             | 6  | 0 | 2 | 4 | 3  | 13 | -10 | 2   |

| UD Puriscal | 0 - 3 | AD Golfito Zona Sur     | 7 de enero de 2018 | Cancha de Guayabo, Mora      |
| Pozos FC    | 3 - 1 | AD. Colorado Corredores | 7 de enero de 2018 | Estadio de Piedades, Sta Ana |

| AD. Colorado Corredores | 2 - 0 | UD Puriscal | 14 de enero de 2018 | Cancha de Colorado        |
| AD Golfito Zona Sur     | 2 - 2 | Pozos FC    | 14 de enero de 2018 | Estadio Fortunato Atencio |

| Pozos FC                | 1 - 1 | UD Puriscal         | 21 de enero de 2018 | Estadio de Piedades, Sta Ana |
| AD. Colorado Corredores | 0 - 2 | AD Golfito Zona Sur | 21 de enero de 2018 | Cancha de Colorado           |

| AD Golfito Zona Sur     | 4 - 1 | UD Puriscal | 28 de enero de 2018 | Estadio Fortunato Atencio |
| AD. Colorado Corredores | 2 - 1 | Pozos FC    | 28 de enero de 2018 | Cancha de Colorado        |

| UD Puriscal | 1 - 1 | AD. Colorado Corredores | 25 de febrero de 2018 | Cancha de Guayabo, Mora      |
| Pozos FC    | 4 - 4 | AD Golfito Zona Sur     | 25 de febrero de 2018 | Estadio de Piedades, Sta Ana |

| UD Puriscal         | 0 - 2 | Pozos FC                | 18 de marzo de 2018 | Cancha de Guayabo, Mora   |
| AD Golfito Zona Sur | 3 - 3 | AD. Colorado Corredores | 18 de marzo de 2018 | Estadio Fortunato Atencio |

#### Cuadrangular Diez
|  |    | Equipo                  | PJ | G | E | P | GF | GC | Dif | Pts |
|  | -- | ----------------------- | -- | - | - | - | -- | -- | --- | --- |
|  | 1. | Municipal Atenas        | 6  | 4 | 0 | 2 | 12 | 8  | +1  | 12  |
|  | 2. | Deportivo Upala FC      | 6  | 3 | 1 | 2 | 10 | 6  | +4  | 10  |
|  | 3. | Asoc. Upaleña de Fútbol | 6  | 2 | 1 | 3 | 4  | 8  | -1  | 7   |
|  | 4. | CCDR Abangares          | 6  | 2 | 0 | 4 | 8  | 12 | -4  | 6   |

| Municipal Atenas        | 2 - 0 | Deportivo Upala FC | 7 de enero de 2018 | Estadio Mardoqueo González       |
| Asoc. Upaleña de Fútbol | 1 - 0 | CCDR Abangares     | 7 de enero de 2018 | Cancha Colonia Puntarenas, Upala |

| CCDR Abangares     | 2 - 1     | Municipal Atenas        | 14 de enero de 2018 | Cancha Municipal de Abangares |
| Deportivo Upala FC | 2 - 0 (*) | Asoc. Upaleña de Fútbol | 14 de enero de 2018 | Cancha de Llano Azul, Upala   |

| Asoc. Upaleña de Fútbol | 0 - 2 | Municipal Atenas   | 21 de enero de 2018 | Cancha Colonia Puntarenas, Upala |
| CCDR Abangares          | 3 - 2 | Deportivo Upala FC | 21 de enero de 2018 | Cancha Municipal de Abangares    |

| Deportivo Upala FC | 3 - 1 | Municipal Atenas        | 28 de enero de 2018 | Cancha de Llano Azul, Upala   |
| CCDR Abangares     | 1 - 2 | Asoc. Upaleña de Fútbol | 28 de enero de 2018 | Cancha Municipal de Abangares |

| Municipal Atenas        | 3 - 2 | CCDR Abangares     | 25 de febrero de 2018 | Estadio Mardoqueo González       |
| Asoc. Upaleña de Fútbol | 0 - 0 | Deportivo Upala FC | 25 de febrero de 2018 | Cancha Colonia Puntarenas, Upala |

| Municipal Atenas   | 3 - 1 | Asoc. Upaleña de Fútbol | 18 de marzo de 2018 | Estadio Mardoqueo González  |
| Deportivo Upala FC | 3 - 0 | CCDR Abangares          | 18 de marzo de 2018 | Cancha de Llano Azul, Upala |

### Series por el No Descenso

#### Serie #1
|  |    | Equipo             | PJ | G | E | P | GF | GC | Dif | Pts |
|  | -- | ------------------ | -- | - | - | - | -- | -- | --- | --- |
|  | 1. | Orión FC           | 2  | 2 | 0 | 0 | 5  | 1  | +4  | 6   |
|  | 2. | AD. Conce La Unión | 3  | 2 | 0 | 1 | 5  | 4  | +1  | 6   |
|  | 3. | AD Valencia        | 3  | 0 | 0 | 3 | 1  | 6  | -5  | 0   |

Resultado de la Serie: AD Valencia desciende a la Tercera División de Linafa 2018-2019.
| AD Valencia | 1 - 2 | AD. Conce La Unión | 7 de enero de 2018 | Cancha de Cipreses, Curridabat |
| Orión FC    | Libre | -                  | 7 de enero de 2018 | -                              |

| Orión FC           | 2 - 0 | AD Valencia | 14 de enero de 2018 | Cancha La Pitahaya, Cartago |
| AD. Conce La Unión | Libre | -           | 14 de enero de 2018 | -                           |

| AD. Conce La Unión | 1 - 3 | Orión FC | 21 de enero de 2018 | Cancha "Chizeta" Rojas |
| CASA               | Libre | -        | 21 de enero de 2018 | -                      |

| AD. Conce La Unión | 2 - 0 | AD Valencia | 28 de enero de 2018 | Cancha "Chizeta" Rojas |
| Orión FC           | Libre | -           | 28 de enero de 2018 | -                      |

| AD Valencia        | No Programado (*) | Orión FC | - | N/D |
| AD. Conce La Unión | Libre             | -        | - | -   |

| Orión FC    | No Programado (*) | AD. Conce La Unión | - | N/D |
| AD Valencia | Libre             | -                  | - | -   |

#### Serie #2
|  |    | Equipo           | PJ | G | E | P | GF | GC | Dif | Pts |
|  | -- | ---------------- | -- | - | - | - | -- | -- | --- | --- |
|  | 1. | El Bajo FC       | 2  | 2 | 0 | 0 | 2  | 0  | +2  | 6   |
|  | 2. | CS Santa Bárbara | 2  | 0 | 0 | 2 | 0  | 2  | -2  | 0   |

Resultado de la Serie: CS Santa Bárbara desciende a la Tercera División de Linafa 2018-2019.
| CS Santa Bárbara | 0 - 1 | El Bajo FC | 14 de enero de 2018 | Cancha de Barreal, Heredia |

| El Bajo FC | 1 - 0 | CS Santa Bárbara | 28 de enero de 2018 | Estadio Yuba Paniagua |

#### Serie #3
|  |    | Equipo                    | PJ | G | E | P | GF | GC | Dif | Pts |
|  | -- | ------------------------- | -- | - | - | - | -- | -- | --- | --- |
|  | 1. | AD San Luis Sta. Teresita | 2  | 2 | 0 | 0 | 4  | 1  | +3  | 6   |
|  | 2. | RILCA FC                  | 2  | 1 | 0 | 1 | 3  | 2  | +1  | 3   |
|  | 3. | La Unión (Acosta)         | 2  | 0 | 0 | 2 | 0  | 4  | -4  | 0   |

Resultado de la Serie: La Unión (Acosta) desciende a la Tercera División de Linafa 2018-2019 luego de dos incomparecencias durante esta fase del torneo
| AD San Luis Sta. Teresita | 2 - 0 (*) | La Unión (Acosta) | 7 de enero de 2018 | Estadio ST. Center, Aserrí |
| CASA                      | RILCA FC  | -                 | 7 de enero de 2018 | -                          |

| RILCA FC          | 1 - 2 | AD San Luis Sta. Teresita | 14 de enero de 2018 | Estadio de San Antonio, Desamparados |
| La Unión (Acosta) | Libre | -                         | 14 de enero de 2018 | -                                    |

| La Unión (Acosta) | 0 - 2 (*) | RILCA FC | 21 de enero de 2018 | N/D |
| CASA              | Libre     | -        | 21 de enero de 2018 | -   |

#### Serie #4
|  |    | Equipo              | PJ | G | E | P | GF | GC | Dif | Pts |
|  | -- | ------------------- | -- | - | - | - | -- | -- | --- | --- |
|  | 1. | AD. Sagrada Familia | 3  | 2 | 1 | 0 | 9  | 4  | +5  | 7   |
|  | 2. | CCDR. Tibás         | 3  | 1 | 1 | 1 | 5  | 5  | 0   | 4   |
|  | 3. | CCDR. Montes de Oca | 4  | 1 | 0 | 3 | 3  | 8  | -5  | 3   |

Resultado de la Serie: CCDR. Montes de Oca desciende a la Tercera División de Linafa 2018-2019.
| CCDR. Montes de Oca | 0 - 4 | Sagrada Familia | 7 de enero de 2018 | Estadio de Sabanilla |
| CCCDR. Tibás        | Libre | -               | 7 de enero de 2018 | -                    |

| CCCDR. Tibás    | 0 - 2 | CCDR. Montes de Oca | 14 de enero de 2018 | Estadio Sanjuañeno |
| Sagrada Familia | Libre | -                   | 14 de enero de 2018 | -                  |

| Sagrada Familia     | 3 - 3 | CCCDR. Tibás | 21 de enero de 2018 | Estadio Teodoro Picado |
| CCDR. Montes de Oca | Libre | -            | 21 de enero de 2018 | -                      |

| Sagrada Familia | 2 - 1 | CCDR. Montes de Oca | 28 de enero de 2018 | Estadio Teodoro Picado |
| CCCDR. Tibás    | Libre | -                   | 28 de enero de 2018 | -                      |

| CCDR. Montes de Oca | 0 - 2 | CCCDR. Tibás | 11 de febrero de 2018 | Estadio de Sabanilla |
| Sagrada Familia     | Libre | -            | 11 de febrero de 2018 | -                    |

| CCCDR. Tibás        | No Programado | Sagrada Familia | No Programado | N/D |
| CCDR. Montes de Oca | Libre         | -               | No Programado | -   |

#### Serie #5
|  |    | Equipo                       | PJ | G | E | P | GF | GC | Dif | Pts |
|  | -- | ---------------------------- | -- | - | - | - | -- | -- | --- | --- |
|  | 1. | AD. Fortuna FC               | 3  | 3 | 0 | 0 | 8  | 3  | +5  | 9   |
|  | 2. | Adafia Atenas                | 4  | 1 | 1 | 2 | 5  | 6  | -1  | 4   |
|  | 3. | F.C. Naranjo (*)             | 3  | 0 | 1 | 2 | 4  | 8  | -4  | 1   |
|  | 4. | Proy. Futbol ZN Fortuna (**) | -  | - | - | - | -  | -  | -   | -   |

Resultado de la Serie: F.C. Naranjo desciende a la Tercera División de Linafa 2018-2019.
(*): Sancionado por incomparecencia en un partido
(**) Equipo se retiró del Torneo por problemas económicos 
| AD. Fortuna FC | 2 - 1 | Adafia Atenas | 7 de enero de 2018 | Estadio Berny Hidalgo |
| F.C. Naranjo   | Libre | -             | 7 de enero de 2018 | -                     |

| Adafia Atenas  | 2 - 0 (*) | F.C. Naranjo | 14 de enero de 2018 | Estadio Mardoqueo González |
| AD. Fortuna FC | Libre     | -            | 14 de enero de 2018 | -                          |

| F.C. Naranjo  | 2 - 4 | AD. Fortuna FC | 21 de enero de 2018 | Estadio Eliécer Pérez Conejo |
| Adafia Atenas | Libre | -              | 21 de enero de 2018 | -                            |

| Adafia Atenas | 0 - 2 | AD. Fortuna FC | 28 de enero de 2018 | Estadio Mardoqueo González |
| F.C. Naranjo  | Libre | -              | 28 de enero de 2018 | -                          |

| F.C. Naranjo   | 2 - 2 | Adafia Atenas | 4 de febrero de 2018 | Estadio Eliécer Pérez Conejo |
| AD. Fortuna FC | Libre | -             | 4 de febrero de 2018 | -                            |

| AD. Fortuna FC | -     | F.C. Naranjo | - | N/D |
| Adafia Atenas  | Libre | -            | - | -   |

#### Serie #6
|  |    | Equipo                | PJ | G | E | P | GF | GC | Dif | Pts |
|  | -- | --------------------- | -- | - | - | - | -- | -- | --- | --- |
|  | 1. | Juventud Atlético     | 5  | 3 | 1 | 1 | 15 | 13 | +2  | 10  |
|  | 2. | Sporting JK           | 5  | 3 | 0 | 2 | 15 | 14 | +1  | 9   |
|  | 3. | AD. A.B.C. San Rafael | 5  | 2 | 2 | 1 | 15 | 11 | +4  | 8   |
|  | 4. | ACF. Turrucares       | 5  | 0 | 1 | 3 | 12 | 18 | -6  | 1   |

Resultado de la Serie: ACF. Turrucares desciende a la Tercera División de Linafa 2018-2019.
| ACF. Turrucares   | 4 - 5 | Sporting JK       | 7 de enero de 2018 | Cancha de Cebadilla, Turrucares |
| Juventud Atlético | 3 - 3 | A.B.C. San Rafael | 7 de enero de 2018 | Cancha Los Cibeles              |

| ACF. Turrucares   | 3 - 5 | Juventud Atlético | 14 de enero de 2018 | Cancha de Cebadilla, Turrucares |
| A.B.C. San Rafael | 3 - 2 | Sporting JK       | 14 de enero de 2018 | Cancha de San Rafael, Alajuela  |

| A.B.C. San Rafael | 2 - 2 | ACF. Turrucares   | 21 de enero de 2018 | Cancha de San Rafael, Alajuela        |
| Sporting JK       | 3 - 1 | Juventud Atlético | 21 de enero de 2018 | Estadio Yuba Paniagua, Sn Rafael Hdia |

| Sporting JK       | 3 - 1 | ACF. Turrucares   | 28 de enero de 2018 | Estadio Yuba Paniagua, Sn Rafael Hdia |
| A.B.C. San Rafael | 2 - 3 | Juventud Atlético | 28 de enero de 2018 | Cancha de San Rafael, Alajuela        |

| Juventud Atlético | 3 - 2 | ACF. Turrucares   | 11 de febrero de 2018 | Por definir                           |
| Sporting JK       | 2 - 5 | A.B.C. San Rafael | 11 de febrero de 2018 | Estadio Yuba Paniagua, Sn Rafael Hdia |

| ACF. Turrucares   | No Programado | A.B.C. San Rafael | 18 de febrero de 2018 | N/D |
| Juventud Atlético | No Programado | Sporting JK       | 18 de febrero de 2018 | N/D |

#### Serie #7
|  |    | Equipo                     | PJ | G | E | P | GF | GC | Dif | Pts |
|  | -- | -------------------------- | -- | - | - | - | -- | -- | --- | --- |
|  | 1. | B-Line. FC                 | -  | - | - | - | -  | -  | -   | -   |
|  | 2. | Talamanqueña FC            | -  | - | - | - | -  | -  | -   | -   |
|  | 3. | Asoc. Dep. Siquirres       | -  | - | - | - | -  | -  | -   | -   |
|  | 4. | Dep. Indiana Espinoza (**) | -  | - | - | - | -  | -  | -   | -   |

Resultado de la Serie: Dep. Indiana Espinoza desciende a la Tercera División de Linafa 2018-2019.
(**) Equipo se retiró del Torneo. 
| \| No se programó los partidos correspondientes a esta serie debido al retiro de los equipos: Asoc. Dep. Siquirres y Dep. Indiana Espinoza del Torneo. \| No se programó los partidos correspondientes a esta serie debido al retiro de los equipos: Asoc. Dep. Siquirres y Dep. Indiana Espinoza del Torneo. \| No se programó los partidos correspondientes a esta serie debido al retiro de los equipos: Asoc. Dep. Siquirres y Dep. Indiana Espinoza del Torneo. \| No se programó los partidos correspondientes a esta serie debido al retiro de los equipos: Asoc. Dep. Siquirres y Dep. Indiana Espinoza del Torneo. \| No se programó los partidos correspondientes a esta serie debido al retiro de los equipos: Asoc. Dep. Siquirres y Dep. Indiana Espinoza del Torneo. \| No se programó los partidos correspondientes a esta serie debido al retiro de los equipos: Asoc. Dep. Siquirres y Dep. Indiana Espinoza del Torneo. \| No se programó los partidos correspondientes a esta serie debido al retiro de los equipos: Asoc. Dep. Siquirres y Dep. Indiana Espinoza del Torneo. \| No se programó los partidos correspondientes a esta serie debido al retiro de los equipos: Asoc. Dep. Siquirres y Dep. Indiana Espinoza del Torneo. \| No se programó los partidos correspondientes a esta serie debido al retiro de los equipos: Asoc. Dep. Siquirres y Dep. Indiana Espinoza del Torneo. \| No se programó los partidos correspondientes a esta serie debido al retiro de los equipos: Asoc. Dep. Siquirres y Dep. Indiana Espinoza del Torneo. \| No se programó los partidos correspondientes a esta serie debido al retiro de los equipos: Asoc. Dep. Siquirres y Dep. Indiana Espinoza del Torneo. \| No se programó los partidos correspondientes a esta serie debido al retiro de los equipos: Asoc. Dep. Siquirres y Dep. Indiana Espinoza del Torneo. \| \| --------------------------------------------------------------------------------------------------------------------------------------------------- \| --------------------------------------------------------------------------------------------------------------------------------------------------- \| --------------------------------------------------------------------------------------------------------------------------------------------------- \| --------------------------------------------------------------------------------------------------------------------------------------------------- \| --------------------------------------------------------------------------------------------------------------------------------------------------- \| --------------------------------------------------------------------------------------------------------------------------------------------------- \| --------------------------------------------------------------------------------------------------------------------------------------------------- \| --------------------------------------------------------------------------------------------------------------------------------------------------- \| --------------------------------------------------------------------------------------------------------------------------------------------------- \| --------------------------------------------------------------------------------------------------------------------------------------------------- \| --------------------------------------------------------------------------------------------------------------------------------------------------- \| --------------------------------------------------------------------------------------------------------------------------------------------------- \| |
| No se programó los partidos correspondientes a esta serie debido al retiro de los equipos: Asoc. Dep. Siquirres y Dep. Indiana Espinoza del Torneo. |

#### Serie #8
|  |    | Equipo               | PJ | G | E | P | GF | GC | Dif | Pts |
|  | -- | -------------------- | -- | - | - | - | -- | -- | --- | --- |
|  | 1. | Municipal Nandayure  | 2  | 2 | 0 | 0 | 8  | 3  | +5  | 6   |
|  | 2. | AD. San Buenaventura | 2  | 0 | 0 | 2 | 3  | 8  | -5  | 0   |

Resultado de la Serie: AD. San Buenaventura desciende a la Tercera División de Linafa 2018-2019.
| AD. San Buenaventura | 2 - 3 | Municipal Nandayure | 14 de enero de 2018 | Cancha de San Buenaventura |

| Municipal Nandayure | 5 - 1 | AD. San Buenaventura | 21 de enero de 2018 | Estadio Municipal de Nandayure |

#### Serie #9
|  | Previa Descenso: Llave 1: Subgrupo I-A Llave 2: Subgrupo I-B | Previa Descenso: Llave 1: Subgrupo I-A Llave 2: Subgrupo I-B | Previa Descenso: Llave 1: Subgrupo I-A Llave 2: Subgrupo I-B | Previa Descenso: Llave 1: Subgrupo I-A Llave 2: Subgrupo I-B | Previa Descenso: Llave 1: Subgrupo I-A Llave 2: Subgrupo I-B |   |  | Descenso: Perdedor de Subgrupo I-A Perdedor de Subgrupo I-B | Descenso: Perdedor de Subgrupo I-A Perdedor de Subgrupo I-B | Descenso: Perdedor de Subgrupo I-A Perdedor de Subgrupo I-B | Descenso: Perdedor de Subgrupo I-A Perdedor de Subgrupo I-B | Descenso: Perdedor de Subgrupo I-A Perdedor de Subgrupo I-B |
|  |                                                              |                                                              |                                                              |                                                              |                                                              |   |  |                                                             |                                                             |                                                             |                                                             |                                                             |
|  | I-A                                                          | Municipal Coto Brus                                          | 3                                                            | 2                                                            | 5                                                            |   |  |                                                             |                                                             |                                                             |                                                             |                                                             |
|  | I-A                                                          | AD. Bambel Zona Sur                                          | 0                                                            | 3                                                            | 3                                                            |   |  |                                                             |                                                             |                                                             |                                                             |                                                             |
|  |                                                              |                                                              |                                                              |                                                              |                                                              |   |  | AD. Bambel Zona Sur                                         | 1                                                           | 0                                                           | 1                                                           |                                                             |
|  |                                                              |                                                              | Deportivo Kambute                                            | 2                                                            | 2                                                            | 4 |  |                                                             |                                                             |                                                             |                                                             |                                                             |
|  | I-B                                                          | La Makina FC Pezeteña                                        | 5                                                            | 3                                                            | 8                                                            |   |  |                                                             |                                                             |                                                             |                                                             |                                                             |
|  | I-B                                                          | Deportivo Kambute                                            | 3                                                            | 3                                                            | 6                                                            |   |  |                                                             |                                                             |                                                             |                                                             |                                                             |

Resultado de la Serie: AD. Bambel Zona Sur desciende a la Tercera División de Linafa 2018-2019.
| AD. Bambel Zona Sur | 0 - 3 | Municipal Coto Brus   | 14 de enero de 2018 | Polideportivo de Río Claro, Golfito |
| Deportivo Kambute   | 2 - 5 | La Makina FC Pezeteña | 14 de enero de 2018 | Cancha de Finca Damas, Quepos       |

| Municipal Coto Brus   | 2 - 3 | AD. Bambel Zona Sur | 21 de enero de 2018 | Estadio Hamilton Villalobos          |
| La Makina FC Pezeteña | 3 - 3 | Deportivo Kambute   | 21 de enero de 2018 | Polidep. Alex Sánchez, San Isidro PZ |

| Deportivo Kambute | 2 - 1 | AD. Bambel Zona Sur | 11 de febrero de 2018 | Cancha de Finca Damas, Quepos |

| AD. Bambel Zona Sur | 0 - 2(*) | Deportivo Kambute | 18 de febrero de 2018 | Polideportivo de Río Claro, Golfito |

#### Serie #10
|  |    | Equipo                     | PJ | G | E | P | GF | GC | Dif | Pts |
|  | -- | -------------------------- | -- | - | - | - | -- | -- | --- | --- |
|  | 1. | La Colmena (CCDR Carrillo) | -  | - | - | - | -  | -  | -   | -   |
|  | 2. | FC San Martín de Nicoya    | -  | - | - | - | -  | -  | -   | -   |
|  | 3. | Liceo de Santa Cruz (**)   | -  | - | - | - | -  | -  | -   | -   |

Resultado de la Serie: Liceo de Santa Cruz desciende a la Tercera División de Linafa 2018-2019.
(**) Equipo se retiró del Torneo. 
| \| No se programó los partidos correspondientes a esta serie debido al retiro del equipo: Liceo de Santa Cruz del Torneo. \| No se programó los partidos correspondientes a esta serie debido al retiro del equipo: Liceo de Santa Cruz del Torneo. \| No se programó los partidos correspondientes a esta serie debido al retiro del equipo: Liceo de Santa Cruz del Torneo. \| No se programó los partidos correspondientes a esta serie debido al retiro del equipo: Liceo de Santa Cruz del Torneo. \| No se programó los partidos correspondientes a esta serie debido al retiro del equipo: Liceo de Santa Cruz del Torneo. \| No se programó los partidos correspondientes a esta serie debido al retiro del equipo: Liceo de Santa Cruz del Torneo. \| No se programó los partidos correspondientes a esta serie debido al retiro del equipo: Liceo de Santa Cruz del Torneo. \| No se programó los partidos correspondientes a esta serie debido al retiro del equipo: Liceo de Santa Cruz del Torneo. \| No se programó los partidos correspondientes a esta serie debido al retiro del equipo: Liceo de Santa Cruz del Torneo. \| No se programó los partidos correspondientes a esta serie debido al retiro del equipo: Liceo de Santa Cruz del Torneo. \| No se programó los partidos correspondientes a esta serie debido al retiro del equipo: Liceo de Santa Cruz del Torneo. \| No se programó los partidos correspondientes a esta serie debido al retiro del equipo: Liceo de Santa Cruz del Torneo. \| \| ---------------------------------------------------------------------------------------------------------------------- \| ---------------------------------------------------------------------------------------------------------------------- \| ---------------------------------------------------------------------------------------------------------------------- \| ---------------------------------------------------------------------------------------------------------------------- \| ---------------------------------------------------------------------------------------------------------------------- \| ---------------------------------------------------------------------------------------------------------------------- \| ---------------------------------------------------------------------------------------------------------------------- \| ---------------------------------------------------------------------------------------------------------------------- \| ---------------------------------------------------------------------------------------------------------------------- \| ---------------------------------------------------------------------------------------------------------------------- \| ---------------------------------------------------------------------------------------------------------------------- \| ---------------------------------------------------------------------------------------------------------------------- \| |
| No se programó los partidos correspondientes a esta serie debido al retiro del equipo: Liceo de Santa Cruz del Torneo. |

## Tercera Fase
Esta fase se enfrentan en series directas los 20 equipos clasificados de la ronda anterior, para obtener los 10 equipos que clasificarán a la siguiente etapa.

| Serie  | Equipo Local Ida         | Resultado         | Equipo Local Vuelta   | Ida   | Vuelta |
| ------ | ------------------------ | ----------------- | --------------------- | ----- | ------ |
| Uno    | Municipal Guarco         | 7 - 2             | Atlético Coco         | 3 - 1 | 4 - 1  |
| Dos    | AD. Alianza Pococí FC    | 1 - 4             | Osa Club de Fútbol    | 1 - 3 | 0 - 1  |
| Tres   | Desamparados FC          | 7 - 6             | AD San Pablo Chirripó | 1 - 4 | 6 - 2  |
| Cuatro | Pavas FC                 | 4 - 5             | ADR Esparza           | 3 - 4 | 1 - 1  |
| Cinco  | AD. Zaragoza Palmares FC | 3 - 6             | Ciruelas FC           | 1 - 5 | 2 - 1  |
| Seis   | Selección de Canoas      | 6 - 11            | Deportivo Upala FC    | 2 - 4 | 4 - 7  |
| Siete  | AD Santo Domingo         | 5 - 5 (TE: 0 - 2) | Pozos FC              | 2 - 3 | 3 - 2  |
| Ocho   | Hojancheña FC            | 4 - 3             | Limón FC              | 3 - 3 | 1 - 0  |
| Nueve  | AD Golfito Zona Sur      | 6 - 4             | AFC Gallada           | 1 - 1 | 5 - 3  |
| Diez   | Municipal Atenas         | 5 - 3             | AD Tirrases           | 2 - 2 | 3 - 1  |

## Cuarta Fase
Esta fase se enfrentan en series directas los 10 equipos clasificados de la ronda anterior, para obtener los 6 equipos que clasificarán a la siguiente etapa (los 5 ganadores de las series y adicionalmente el mejor perdedor).

| Serie  | Equipo Local Ida   | Resultado | Equipo Local Vuelta | Ida   | Vuelta |
| ------ | ------------------ | --------- | ------------------- | ----- | ------ |
| Uno    | Municipal Guarco   | 6 - 5     | Municipal Atenas    | 4 - 5 | 2 - 0  |
| Dos    | Osa Club de Fútbol | 3 - 4     | AD Golfito Zona Sur | 1 - 4 | 2 - 0  |
| Tres   | Desamparados FC    | 4 - 1     | Hojancheña FC       | 0 - 1 | 4 - 0  |
| Cuatro | ADR Esparza        | 5 - 3     | Pozos FC            | 4 - 1 | 1 - 2  |
| Cinco  | Ciruelas FC        | 7 - 2     | Deportivo Upala FC  | 4 - 1 | 3 - 1  |

Nota: Municipal Atenas clasifica como Mejor Perdedor a la siguiente fase.

## Semifinal
En esta temporada se implementó jugar dos triangulares semifinales, y el ganador de cada triangular avanza a la Final.

### Triangular Uno
|  |    | Equipo           | PJ | G | E | P | GF | GC | Dif | Pts |
|  | -- | ---------------- | -- | - | - | - | -- | -- | --- | --- |
|  | 1. | Desamparados FC  | 3  | 3 | 0 | 0 | 8  | 4  | +4  | 9   |
|  | 2. | ADR Esparza      | 2  | 0 | 1 | 1 | 3  | 5  | -2  | 1   |
|  | 3. | Municipal Atenas | 3  | 0 | 1 | 2 | 3  | 5  | -2  | 1   |

| Desamparados FC | 2 - 1 | Municipal Atenas | 27 de mayo de 2018 | Estadio ST. Center, Aserrí |
| ADR Esparza     | Libre | -                | 27 de mayo de 2018 | -                          |

| Municipal Atenas | 1 - 1 | ADR Esparza | 3 de junio de 2018 | Estadio Mardoqueo González |
| Desamparados FC  | Libre | -           | 3 de junio de 2018 | -                          |

| Desamparados FC  | 4 - 2 | ADR Esparza | 6 de junio de 2018 | Estadio ST. Center, Aserrí |
| Municipal Atenas | Libre | -           | 6 de junio de 2018 | -                          |

| Municipal Atenas | 1 - 2 | Desamparados FC | 10 de junio de 2018 | Estadio Mardoqueo González |
| ADR Esparza      | Libre | -               | 10 de junio de 2018 | -                          |

| ADR Esparza     | No Programado (*) | Municipal Atenas | N/D | N/D |
| Desamparados FC | Libre             | -                | N/D | -   |

| ADR Esparza      | No Programado (*) | Desamparados FC | N/D | N/D |
| Municipal Atenas | Libre             | -               | N/D | -   |

### Triangular Dos
|  |    | Equipo              | PJ | G | E | P | GF | GC | Dif | Pts |
|  | -- | ------------------- | -- | - | - | - | -- | -- | --- | --- |
|  | 1. | AD Golfito Zona Sur | 4  | 3 | 0 | 1 | 14 | 5  | +9  | 9   |
|  | 2. | Municipal Guarco    | 4  | 2 | 0 | 2 | 10 | 11 | -1  | 6   |
|  | 3. | Ciruelas FC         | 4  | 1 | 0 | 3 | 8  | 16 | -6  | 3   |

| Ciruelas FC      | 0 - 3 | AD Golfito Zona Sur | 27 de mayo de 2018 | Estadio Mardoqueo González |
| Municipal Guarco | Libre | -                   | 27 de mayo de 2018 | -                          |

| AD Golfito Zona Sur | 4 - 2 | Municipal Guarco | 3 de junio de 2018 | Estadio Fortunato Atencio |
| Ciruelas FC         | Libre | -                | 3 de junio de 2018 | -                         |

| Ciruelas FC         | 3 - 4 | Municipal Guarco | 6 de junio de 2018 | Estadio Mardoqueo González |
| AD Golfito Zona Sur | Libre | -                | 6 de junio de 2018 | -                          |

| AD Golfito Zona Sur | 7 - 1 | Ciruelas FC | 10 de junio de 2018 | Estadio Fortunato Atencio |
| Municipal Guarco    | Libre | -           | 10 de junio de 2018 | -                         |

| Municipal Guarco | 2 - 0 | AD Golfito Zona Sur | 17 de junio de 2018 | Estadio Quincho Barquero |
| Ciruelas FC      | Libre | -                   | 17 de junio de 2018 | -                        |

| Municipal Guarco    | 2 - 4 | Ciruelas FC | 24 de junio de 2018 | Estadio Quincho Barquero |
| AD Golfito Zona Sur | Libre | -           | 24 de junio de 2018 | -                        |

## Final
| Equipo Local Ida | Resultado                    | Equipo Local Vuelta | Ida   | Vuelta |
| ---------------- | ---------------------------- | ------------------- | ----- | ------ |
| Desamparados FC  | 3 - 3 (TE: 1 - 1);(P: 4 - 5) | AD Golfito Zona Sur | 3 - 3 | 0 - 0  |

| AD Golfito Zona Sur | 3 - 3 | Desamparados FC | 1 de julio de 2017 | Estadio Fortunato Atencio |

| Desamparados FC | 0 - 0 (TE: 1 - 1);(P: 4 - 5) | AD Golfito Zona Sur (*) | 8 de julio de 2017 | Estadio Cuty Monge, Desamparados |

El equipo que tiene el signo de asterisco (*) es el que asciende a la Segunda División 2018-2019.
AD Golfito Zona Sur ganó su serie ante Desamparados FC en penales por un marcador de 5 a 4, después de empatar a 1 gol en los tiempos extra
| Campeón de Primera División de LINAFA 2017-2018          |
| -------------------------------------------------------- |
|                                                          |
| AD Golfito Zona Sur                                      |
| Asciende a: Liga de Ascenso (Segunda División) 2018-2019 |